# Pic pétrolier
 (27 août 2019).
 (décembre 2022).

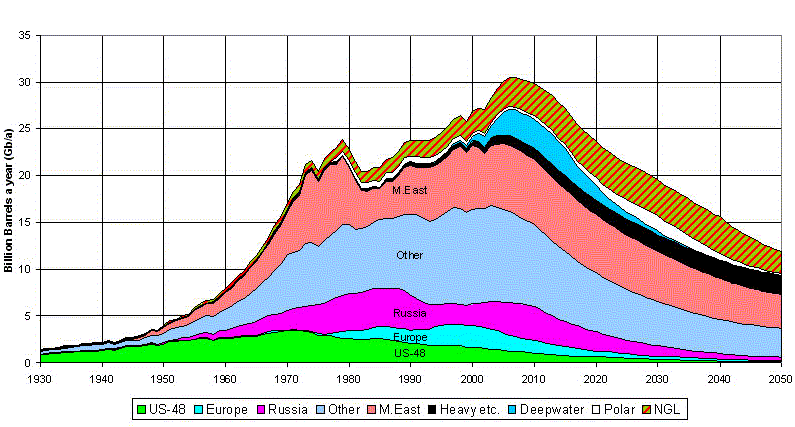
Courbes cumulées de production de pétrole (graphique de 2005). À cette époque, le pic pétrolier était attendu pour l'année 2006, année où le pétrole conventionnel a effectivement atteint son pic. Toutefois, l'essor du pétrole de schiste américain dans les années 2010 a repoussé les perspectives du pic pétrolier mondial vers 2025,.

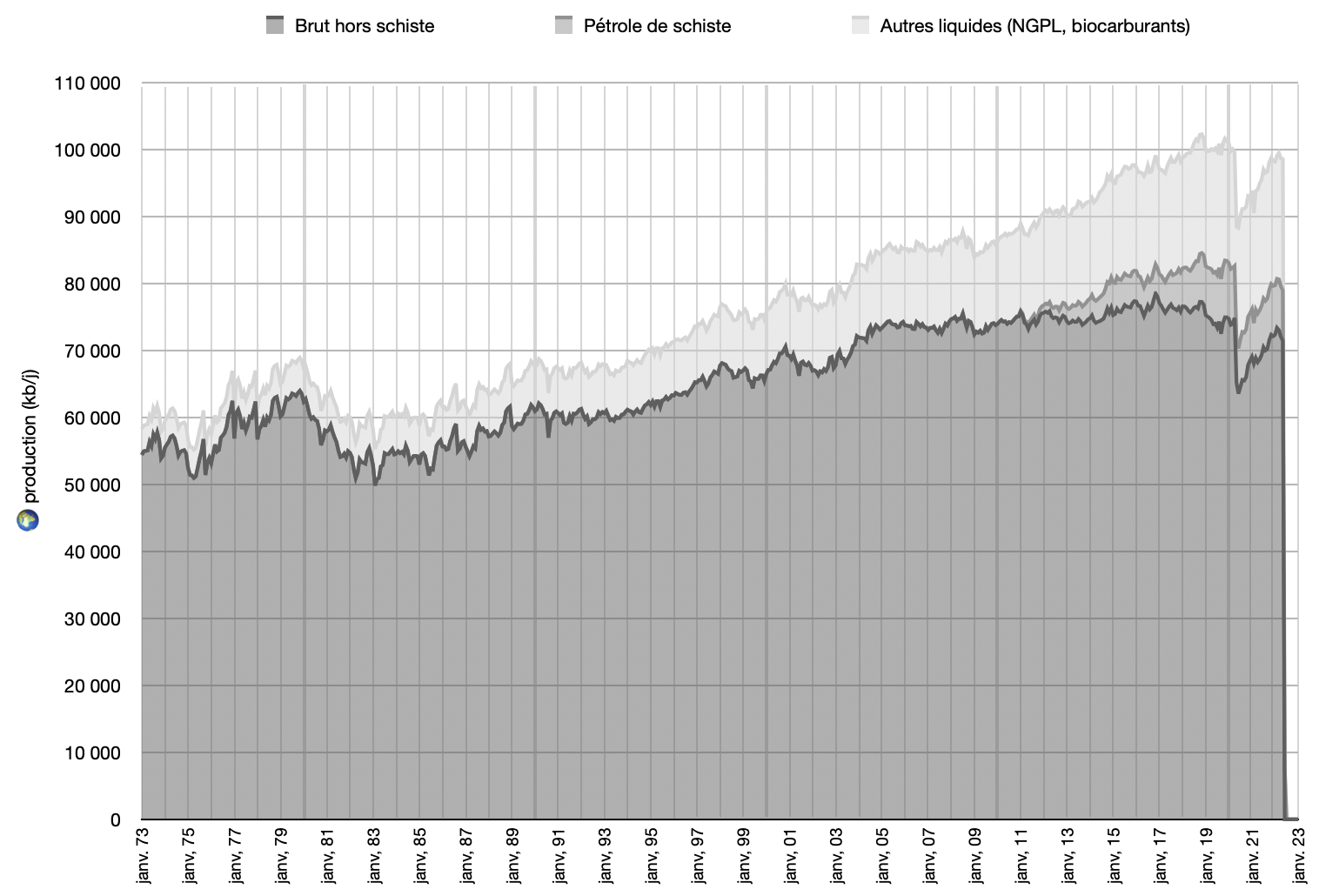
Production pétrolière mondiale de 1973 à 2022, séparée par catégories : brut et condensats, pétrole de schiste, NGPL et biocarburants. Sur cette période, le maximum historique est en 2018,.

Le pic pétrolier (ou « peak oil » en anglais) est le sommet de la courbe de l'extraction mondiale de pétrole (calculée en millions de barils par jour), autrement dit le point où celle-ci atteint son niveau maximal avant de connaître par la suite un déclin dû à l'épuisement progressif des réserves de pétrole contenues dans le sous-sol terrestre.
Le terme peut également être utilisé à une échelle plus locale pour désigner le pic de production d'un champ pétrolifère ou d'un pays producteur, dont la courbe d'exploitation peut également avoir tendance à suivre une forme en cloche (courbe de Gauss). Marion King Hubbert a été le premier géologue à formaliser en 1956 une théorie du pic pétrolier.
L'estimation du moment où sera atteint le pic pétrolier mondial fait régulièrement l'objet de mises à jour de la part d'organismes de recherche spécialisés. Les résultats sont variables selon les données prises en compte dans le calcul. Malgré la diversité des estimations, la date du pic pétrolier est régulièrement repoussée au fur et à mesure que de nouvelles réserves sont découvertes et que de nouvelles méthodes d'extraction sont mises au point pour extraire des ressources jusqu'alors considérées comme inexploitables. L'Agence internationale de l'énergie (AIE) a signalé en 2010 que la production de pétrole conventionnel a atteint son pic en 2006, mais la production totale a continué d'augmenter avec l'essor des techniques d'exploitation du pétrole de schiste aux États-Unis.
En octobre-novembre 2018, la production mondiale a atteint un nouveau record et la perspective du pic pétrolier a été repoussée par l'AIE jusqu'en 2025, suivant l'hypothèse selon laquelle le boom du pétrole de schiste américain continuera à compenser le déclin du pétrole conventionnel jusqu'à cette date.
Dans son rapport annuel 2021, l'AIE prévoit quatre scénarios selon les politiques menées par les États. La date du pic pétrolier dépend de ces politiques : dans les années 2030 avec les politiques actuelles, en 2025 si les engagements des États sont tenus, ou encore plus tôt s'ils adoptent des politiques menant à la neutralité carbone en 2050.

## Histoire

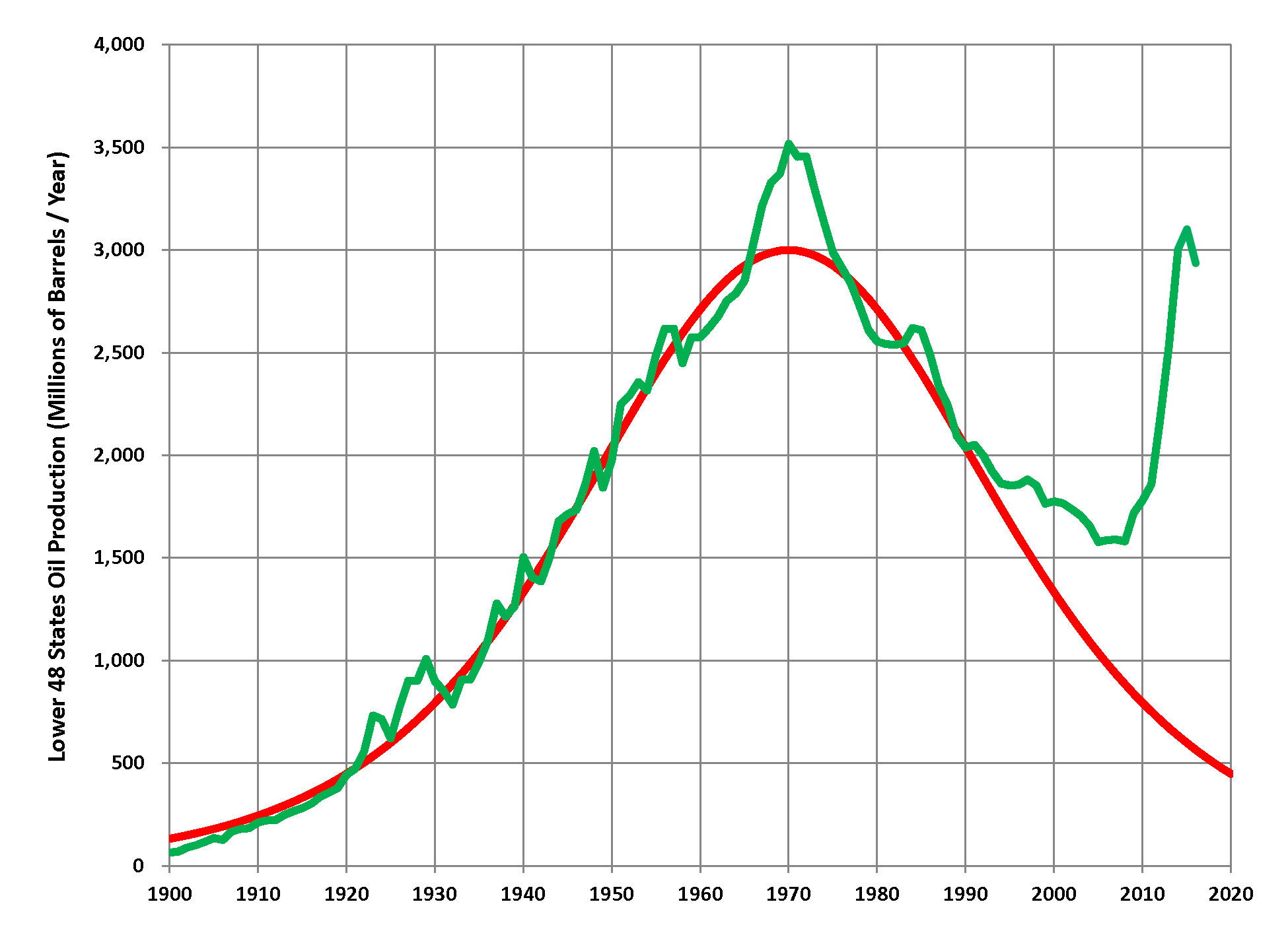
La courbe de Hubbert, anticipant le pic pétrolier américain vers l'année 1970, s'est révélée inexacte à partir des années 2010 du fait de l'essor inattendu du pétrole de schiste.

Marion King Hubbert est le premier géologue à formaliser en 1956 une théorie du pic pétrolier en se focalisant sur la production américaine (pic de Hubbert),.
Dès la fin du XXe siècle, le pic de production était prévisible à moyen terme : le rapport annuel de 1998 de l'AIE le situait ainsi au cours des années 2010 (mais les rapports suivants sont revenus à des prévisions plus optimistes, bien qu'en retrait d'une année sur l'autre). Un débat a lieu entre institutions officielles et plusieurs professionnels du monde du pétrole, fondateurs de l'Association pour l'étude du pic pétrolier et gazier, au cours des années 2000. Les seconds s'appuyaient notamment sur les travaux de Hubbert pour estimer une date de déclin de la production mondiale de pétrole et tenter d'alerter responsables politiques et pouvoirs publics sur la survenue prochaine du pic pétrolier mondial. La majorité des acteurs du secteur ont réfuté le phénomène en argumentant que les avancées techniques permettraient dans le futur une meilleure récupération du pétrole des gisements existants et l'exploitation de nouvelles sources d'hydrocarbures telles que les sables bitumineux ou l'offshore profond.
Mais la production de pétrole et sa consommation ont fortement augmenté au cours des décennies passées. De 1997 à 2007, la consommation annuelle de pétrole a augmenté de 12 %, passant de 3 480 à 3 906 millions de tonnes (soit de 72,2 à 81,5 millions de barils par jour). L'envolée du prix du pétrole en 2008, interrompue par la crise économique, a contribué à un revirement d'une fraction significative des spécialistes du secteur pétrolier. La date précise du pic, passée ou encore à venir, fait encore débat. Aramco, principale compagnie mondiale, a reconnu que sa production baisse régulièrement depuis quelques années. Des déclarations de dirigeants font écho à ces rapports, émanant par exemple du roi Abdallah d'Arabie et du commissaire européen à l'Énergie, Günther Oettinger,. Surtout, le rapport 2009 de l'Agence internationale de l'énergie (AIE) situe le pic pétrolier en 2006 : cette date dans le passé ne fait pas consensus, mais le département de l'Énergie des États-Unis a sévèrement rapproché son estimation de la date de survenue du pic : en 2004, il la prévoyait entre 2026 et 2047 (2037 en hypothèse moyenne). En 2009, un de ses experts fait apparaître une forte probabilité que le pic survienne entre 2011 et 2015.
Cependant, le pic semble être remplacé par un « plateau ondulant » : la production resterait stable dans une fourchette de 4 à 5 %, sans pouvoir dépasser le maximum de production historique, pendant quelques années. Le débat s'est donc déplacé sur le moment où la pénurie de pétrole commencera à sévir : c'est-à-dire quand cette production bloquée à son maximum sera insuffisante pour satisfaire la demande mondiale. Plusieurs institutions et journaux publient maintenant des rapports sur les conséquences potentiellement catastrophiques de la pénurie de pétrole bon marché : l'armée américaine,, l'armée allemande, la Lloyd's et Chatham House publient leurs inquiétudes quant à la proximité du pic (passé ou à venir) ; le Wall Street Journal s'est fait, en 2010, l'écho de ces nouvelles considérations.

## Définitions

### Pic pétrolier
Le pic pétrolier d'un gisement (par exemple le gisement de la mer du Nord) est atteint lorsque la production de pétrole extrait de celui-ci commence à diminuer après avoir atteint son niveau maximum. Par extension le pic pétrolier mondial sera atteint lorsque la production mondiale de pétrole commencera à décliner.
Les tenants de la théorie du pic affirment les points suivants :
- le pétrole est une ressource limitée, qui ne se renouvelle qu'à une échelle de temps géologique. Il est le produit de la décomposition de matière organique qui s'est accumulée puis transformée sous de fortes pressions sur des périodes s'étalant sur plusieurs millions d'années ;
- l'homme a prospecté une grande partie de la planète et les découvertes de nouveaux gisements, y compris de pétrole non conventionnel, deviennent rares. Les dernières grandes découvertes remontent aux années 1970 (Alaska, mer du Nord). Depuis, des découvertes continuent à être faites, mais elles portent sur des volumes beaucoup plus faibles, inférieurs à la production depuis le début des années 1990 ;
- le pétrole non conventionnel, malgré les énormes réserves disponibles (schistes bitumineux, pétrole extra-lourds, clathrates), ne pourra pas prendre le relai du pétrole car la capacité de production même à long terme est limitée par plusieurs facteurs : investissements nécessaires, volume des entrants nécessaires (dont énergie), complexité des processus de transformation, conséquences environnementales.

Certains professionnels du pétrole ont une vision autre de ces différents points. Si le pétrole est sans conteste une ressource limitée, la planète est loin d'avoir été explorée en totalité. Le pétrole non conventionnel à lui seul représente des ressources considérables ; le Venezuela possède à ce titre les premières réserves pétrolières mondiales, loin devant l'Arabie Saoudite et le Canada.
Jean-Marc Jancovici défend l'idée que le pic pétrolier n'est pas une théorie mais une réalité mathématique, il se fonde pour cela sur la démonstration suivante :
- les réserves naturelles sur terre d'une ressource non renouvelable sont exprimables par un nombre fini (ceci inclut les réserves connues et non connues) ;
- l'aire de la courbe de consommation d'une ressource correspond à la quantité totale consommée ;
- il est démontrable qu'il est nécessaire que la courbe tende vers 0 en -∞ et +∞ pour que son aire soit finie. Et si la courbe est continue, elle dispose aussi d'un maximum ;
- donc, la consommation de toute ressource naturelle non renouvelable passe par un pic et finit par être négligeable au bout d'un certain temps.

Il admet que, suivant les ressources, le pic peut se trouver très loin dans le temps. Mais pour ce qui est du pétrole, il considère que nous avons atteint un plateau depuis 2005 et que la question de la date précise du pic est secondaire et ne sera tranchée que plusieurs années après l'avoir dépassé. Par ailleurs, il exclut de ses statistiques les gaz de pétrole (butane et propane) qui ne peuvent pas avoir les mêmes utilisations que le pétrole liquide, alors qu'ils sont pris en compte dans les chiffres généralement publiés. Enfin, il prévoit une baisse de la production, les investissements ayant baissé à la suite de la baisse du prix du pétrole depuis fin 2014.

### Pic de la demande pétrolière
À l'opposé du pic de l'offre ci-dessus, les organismes spécialisés (OPEP, EIA, IEA) considèrent en 2010 que le marché se caractérise par un pic de la demande, c'est-à-dire que la consommation baisse avant que se produise une faiblesse de la production. En effet, l'augmentation brutale du prix du baril constatée en 2008 (147 USD/bbl), les préoccupations environnementales et la volonté d'une partie des consommateurs d'utiliser des automobiles moins consommatrices contribuent à faire chuter la demande. L'intensité énergétique, qui mesure la quantité d'énergie consommée par unité de PIB, est en baisse sur le long terme ; en ce qui concerne le pétrole seul, cet indice chute de 2 % par an depuis une dizaine d'années, et la demande en pétrole des pays européens stagne depuis les années 1980.
Tony Hayward, président de BP, confirme cette approche en considérant que les pays développés ont franchi leur pic de demande pétrolière en 2007.
Treize ans plus tard, en septembre 2020, le nouveau directeur général de BP, Bernard Looney, présente trois scénarios modélisant la consommation de pétrole de 2020 à 2050. Tous ces scenarios prévoient une décroissance de la consommation d'hydrocarbures. Celle-ci ne devrait pas se relever de la chute causée par la pandémie de Covid-19.

### Allure du pic
Il ne semble pas certain que les évènements suivent une courbe régulière (montée, sommet, descente). Plusieurs spécialistes parlent d'un plateau dont les irrégularités (reprises et récessions successives) peuvent rendre difficile toute appréciation et donc toute datation précise d'un « pic ».

### Pics différenciés
Le pétrole conventionnel classique (le plus facile à extraire) pourrait avoir atteint un sommet en 2005. Le déficit a été comblé par un pétrole plus coûteux à extraire, provenant principalement de gisements en eau profonde et de l'exploitation des sables bitumineux canadiens. Il est plus difficile d'évaluer les pétroles non conventionnels, qui incluent les sables bitumineux et le pétrole lourd, le pétrole en eau profonde, celui des régions polaires et les liquides à base de gaz naturel, mais le pic « toutes catégories » pourrait avoir été atteint en 2008.

### Cycle de vie de l'exploitation d'un gisement de pétrole et pic pétrolier

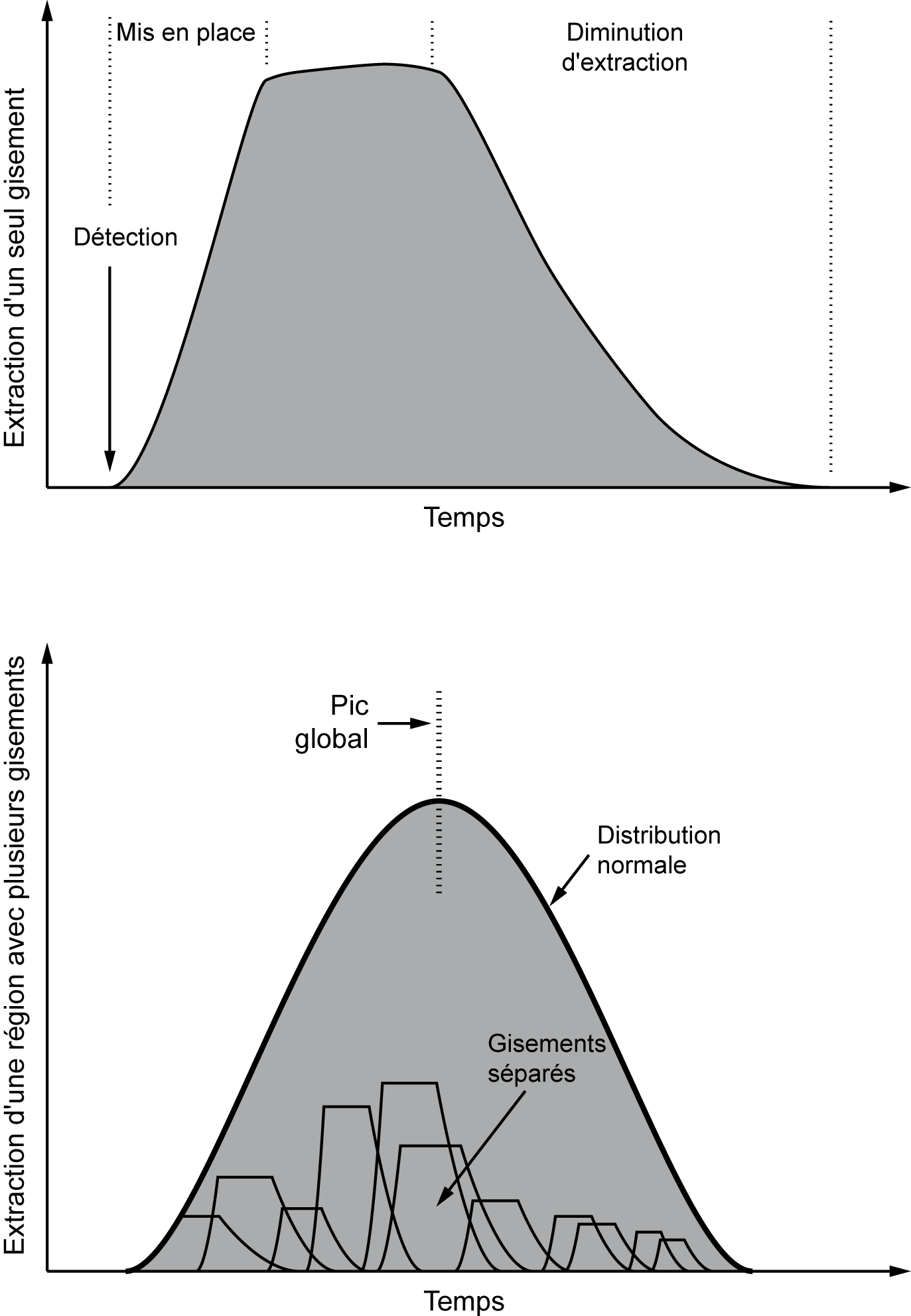
L'extraction d'un gisement se produit en plusieurs phases.

La durée du cycle de vie d'un gisement de pétrole donné est très variable. Dans tous les cas il s'étale sur plusieurs décennies à partir de l'année de la première découverte.
La mise en production d'un nouveau gisement de pétrole intervient après un intervalle de temps compris entre quelques années et quelques décennies après sa découverte. Ce délai peut être particulièrement long si son exploitation nécessite le développement de techniques nouvelles comme ce fut le cas du pétrole issu de l'offshore profond. Aujourd'hui ce délai est également lié à la nécessité de construire des infrastructures lourdes et coûteuses car les gisements découverts récemment sont souvent situés dans des zones difficiles d'accès (offshore profond, Sibérie…), nécessitent d'énormes installations pour l'extraire (plateformes offshore, installations spéciales pour les sables bitumineux…) et pour le rendre commercialisable (raffineries spécialisées pour les pétroles lourds, installations de transformation pour les sables bitumineux…).
La production de pétrole d'un gisement, elle-même s'étale généralement sur plusieurs décennies : les premiers puits des gisements de la mer du Nord sont entrés en production en 1970 et la dernière goutte de pétrole devrait être extraite vers 2050. Le volume de pétrole produit au cours du temps peut être représenté par une courbe en forme de cloche. Entre le début et l'arrêt de la production, la production passe par un maximum qui correspond à peu près au moment où la moitié du pétrole a été extrait. La phase de déclin est beaucoup plus longue que la durée écoulée entre la mise en production du gisement et son pic.
Au début de la production, le pétrole jaillit spontanément du puits (technique de récupération dite primaire utilisée pour environ 40 % de la production). Dans une deuxième phase, il faut forcer le pétrole à jaillir en introduisant de l'eau ou du gaz (technique de récupération secondaire utilisée pour moins de 60 % de la production) ce qui nécessite une dépense en énergie croissante. En dernier ressort des techniques encore plus coûteuses comme l'injection de vapeur chaude pour augmenter la fluidité du pétrole peuvent être dans certains cas utilisées (technique de récupération tertiaire utilisée pour moins de 2 % de la production). La production est arrêtée lorsque l'énergie nécessaire pour extraire un litre de pétrole dépasse celle contenue dans ce même litre en tenant compte des autres coûts d'exploitation (maintenance, coûts humains, transport). Durant la phase de déclin, la production décroît à un rythme qui dépend de la géologie du gisement et des méthodes d'extraction utilisées : la moyenne est de 4 % (soit 25 ans pour épuiser le gisement après son pic) mais le déclin constaté est semble-t-il beaucoup plus rapide sur les gisements exploités récemment du fait des techniques mises en œuvre. Lorsque la production est arrêtée, il peut rester de 15 à 99 % de pétrole (en moyenne 65 %[réf. incomplète]) en place dans le gisement, non récupéré.
On peut tenter d'accélérer la récupération du pétrole avec des techniques coûteuses comme le forage horizontal mais celles-ci semblent réduire le taux de récupération.
| Gisement pétrolier  | Découverte | Mise en production | Pic  | Fin de production estimée |
| ------------------- | ---------- | ------------------ | ---- | ------------------------- |
| Mer du Nord         | 1960       | 1971               | 1999 | vers 2050 ?               |
| Cantarell (Mexique) | 1977       | 1979               | 2003 | 2020 ?                    |
| Texas oriental      | 1930       | 1930               | 1993 | vers 2010 ?               |

### Taux de récupération
Le taux de récupération d'un gisement, c'est-à-dire le rapport entre le pétrole contenu dans le gisement et ce qui peut être effectivement extrait dans des conditions économiques viables, dépend à la fois de la configuration géologique du gisement et des techniques de récupération employées. Une des explications fournie par les « optimistes » sur la bonne tenue des réserves malgré la faiblesse des découvertes durant ces dernières décennies est que l'évolution de la technique a permis d'améliorer constamment le taux de récupération. Ce taux serait ainsi passé en une cinquantaine d'années de 20 % à 35 %. Les « pessimistes » indiquent que les techniques qui font leurs preuves existaient déjà il y a longtemps et que l'amélioration des techniques de récupération n'a fait progresser le taux de récupération que de manière marginale et sur un nombre de gisements restreint.

### Taux de retour énergétique
La production de pétrole conventionnel nécessite de l'énergie durant une grande partie du cycle de vie de l'exploitation d'un gisement. Lorsque celui-ci arrive en fin de vie, l'énergie nécessaire pour extraire un litre de pétrole finit par dépasser celle contenue dans ce même litre : le rapport de l'énergie rendue sur l'énergie investie est inférieur à 1. Ce rapport est le taux de retour énergétique (TRE, en anglais EROEI ou EROI pour « energy returned on energy invested »). Le gisement n'est alors plus une source mais un puits d'énergie et son exploitation pour le pétrole-énergie n'est plus rentable (par contre elle peut l'être en cas de forte pénurie pour le produit-matière première si le prix des produits dérivés croît fortement).
Le pétrole non conventionnel nécessite beaucoup d'énergie : pour pouvoir l'extraire (pétroles lourds), le fabriquer (éthanol, pétrole obtenu à partir du gaz ou du charbon), pour le rendre utilisable (schistes bitumineux, pétroles lourds). La valeur du coefficient EROI joue un rôle critique pour déterminer si la mise en exploitation du gisement est économiquement viable. Ce coefficient est notamment au centre des débats sur l'éthanol produit à partir du maïs car sa valeur s'établit, en fonction des sources scientifiques, entre 1,3 et 0,7 (puits d'énergie).
Les projections statistiques de production de pétrole non conventionnel devraient fournir des volumes de production net de l'énergie consommée dans la mesure où cette dernière provient de ressources elles-mêmes non renouvelables (gaz naturel pour les sables bitumineux du Canada).
Le calcul du TRE repose sur l'estimation de la quantité d'énergie primaire nécessaire pour extraire la source d'énergie évaluée. Le mode de calcul du TRE ne fait pas consensus, de sorte que plusieurs estimations sont proposées pour une même énergie.
Le tableau ci-dessous, établi à partir d'un tableau publié par ASPO Italie en 2005 et complété par les estimations de Cutler J. Cleveland (en) la même année, propose une compilation des estimations du TRE des principales sources d'énergie à cette date ou plus tôt :

#### TRE de quelques sources d'énergie
| Sources d'énergie                                                                                            | TRE Cleveland           | TRE Elliott | TRE Hore-Lacy | TRE Delannoy et al., |
| Combustibles fossiles                                                                                        |                         |             |               |                      |
| Pétrole - Jusqu'à 1940 - Jusqu'à 1970 - 2005 (« Aujourd'hui »)                                               | > 100 23 8              | 50 - 100    |               | 45 5 - 15            |
| Charbon - Jusqu'à 1950 - Jusqu'à 1970                                                                        | 80 30                   | 2 - 7       | 7 - 17        |                      |
| Gaz naturel                                                                                                  | 1 - 5                   |             | 5 - 6         | 30                   |
| Schistes bitumineux (en 1984)                                                                                | 0,7 - 13,3              |             |               |                      |
| Énergie nucléaire                                                                                            | 5 - 100                 | 5 - 100     | 10 - 60       |                      |
| Énergies renouvelables                                                                                       |                         |             |               |                      |
| Biomasse |                         | 3 - 5       | 5 - 27        |                      |
| Énergie hydroélectrique                                                                                      | 11,2                    | 50 - 250    | 50 - 200      |                      |
| Énergie éolienne                                                                                             |                         | 5 - 80      | 20            |                      |
| Énergie solaire - Énergie solaire thermique - Photovoltaïque conventionnel - Photovoltaïque à couches minces | 4,2 1,7 - 10            | 3 - 9       | 4 - 9         |                      |
| Éthanol - De canne à sucre - De maïs - De résidus de maïs                                                    | 0,8 - 1,7 1,3 0,7 - 1,8 |             |               |                      |
| Méthanol (de bois)                                                                                           | 2,6                     |             |               |                      |

### Différentes catégories de pétrole
Chaque gisement donne un pétrole dont la composition est différente. Les deux critères principaux qui déterminent sa valeur économique sont la proportion de carbone et la teneur en soufre. Les pétroles les plus prisés sont les pétroles légers (faible proportion de carbone) contenant peu de soufre car ils peuvent être transformés à faible coût en produits de haute valeur (carburants de bonne qualité). À l'autre bout de l'échelle, le pétrole extra-lourd est difficile à extraire et à transporter (fluidité faible) et la trop faible proportion d'hydrogène requiert des traitements coûteux et des installations industrielles adaptées pour qu'il soit utilisable. Le condensat est un pétrole particulièrement léger, à l'état de gaz dans le gisement, et qui se condense (d'où son nom) à l'état liquide une fois porté à la pression ambiante. De par sa nature, il est constitué de composants mieux valorisés, souvent utilisés en pétrochimie. Quand il est en faibles quantités, on se contente de l'utiliser pour diluer des pétroles plus lourds.
Ces dernières années, la proportion des pétroles les plus recherchés est en diminution par rapport aux pétroles atypiques lourds, extra-lourds (sables bitumineux) et aux condensats. La mise sur le marché de ces pétroles est liée au déclin des ressources en pétrole de qualité (les gisements d'Arabie saoudite mis en production en 2008 fournissent majoritairement du pétrole lourd ou comportant une proportion de soufre importante).
Certains hydrocarbures sont disponibles en grande quantité dans la nature sous une forme qui n'est pas directement utilisable. Ainsi des schistes bitumineux (un pétrole qui n'a pas achevé sa genèse) et des hydrates de méthane (aussi appelés clathrates), qui sont des ressources comprenant du méthane piégé dans de la glace d'eau. La production d'hydrocarbures utilisables à partir de ces ressources n'a pas atteint aujourd'hui le stade industriel mais certaines prévisions les incluent dans les réserves ou dans les productions futures.
À côté de ces pétroles naturels, on trouve des pétroles synthétiques réalisés à partir de la biomasse (maïs, canne à sucre…), du charbon ou du gaz grâce à des processus industriels nécessitant beaucoup d'énergie et généralement très polluants. Les hydrocarbures produits ainsi représentent une faible part de la production mondiale.
Toutes ces ressources, lorsqu'elles sont évaluées globalement, sont désignées dans les statistiques sous l'appellation « tous liquides ».

## État des réserves pétrolières
L'estimation de la date du pic pétrolier repose sur la connaissance des réserves de pétrole identifiées dans le sous-sol et accessibles. Or, le volume de ces réserves déclarées par les pays producteurs et les compagnies pétrolières internationales s'est maintenu jusqu'à ces dernières années à un volume représentant environ 40 ans de la production annuelle : cette évolution, qui semble contrebalancer la raréfaction attendue des stocks, conduit certains à soutenir que l'évolution des techniques permettra de compenser l'épuisement des gisements et de repousser régulièrement, voire indéfiniment, l'échéance du pic pétrolier.
| Année | Réserves de pétrole (R) Mds barils | Production (P) Mds barils | Nombre d'années de production (R/P) |
| ----- | ---------------------------------- | ------------------------- | ----------------------------------- |
| 1987  | 910,2                              | 22                        | 41                                  |
| 1997  | 1 069,3                            | 26                        | 41                                  |
| 2007  | 1 237,9                            | 30                        | 41                                  |

Si l'estimation du nombre d'années de production actuelle tient compte de l'accélération prévue de la consommation mondiale, malgré des réserves estimées à 1 258 milliards de barils en 2008, elle baisse donc à 35 ans, voire moins.
Selon le géologue Jean Laherrère, cette représentation de l'évolution des réserves est fausse car le volume des réserves déclaré n'est généralement pas le reflet de la réalité géologique mais répond d'abord à des considérations financières, réglementaires et politiques ; celles-ci ont conduit au moment de la découverte des principaux gisements, il y a plusieurs dizaines d'années, à sous-déclarer le potentiel des gisements et de nos jours, dans un contexte différent, favorisent plutôt des déclarations surévaluées tablant sur des taux de récupération peu réalistes sur les gisements anciens et des volumes trop importants sur les découvertes. Les milieux pétroliers n'ont normalisé que récemment les méthodes d'évaluation des réserves contenues dans les gisements. Certains producteurs entretiennent volontairement la confusion sur la nature de pétrole contenu dans leurs réserves. Selon le cas, ceux-ci intègrent ou pas le pétrole non conventionnel alors que sa récupération suppose des avancées techniques incertaines avec un bilan énergétique pouvant être nul ou négatif.
Ces différentes problématiques aboutissent à des estimations fortement divergentes sur les réserves restantes. Si les spécialistes sont d'accord sur le pétrole déjà extrait (environ 1 000 milliards de barils), l'estimation du pétrole conventionnel réalisée par trois fournisseurs d'informations pétrolières cités par Jean Laherrère s'échelonnait fin 2006 entre 1 144 et 1 317 milliards de barils.
À la suite de son nouveau rapport établi en 2009, l'AIE estime, par la voix de son chef économiste Dr Fatih Birol au quotidien The Independent, que les réserves de pétrole se vident à une vitesse nettement supérieure aux prévisions antérieures. D'après l'AIE, c'est la première fois qu'une telle étude, large, précise et détaillée, est menée, car les précédents rapports ne se fondaient que sur des hypothèses. Ces données sont incluses dans le World Energy Outlook 2009, dont la parution est fixée au 10 novembre 2009. L'Agence Internationale de l'énergie reconnaît de ce fait avoir nettement sous-estimé la baisse de production des champs pétrolifères : elle est révisée à 6,7 % par an en 2009, au lieu de 3,7 % en 2008. Elle conteste les surestimations de réserve des pays producteurs ; les trois-quarts des sites d'extraction pétrolière auraient déjà dépassé leur maximum de capacité. Ainsi, plutôt que vingt ans de réserves suffisantes, la demande à l'échelle planétaire n'aurait plus que dix ans d'approvisionnement adéquat.

### Méthodes d'évaluation des réserves
L'estimation des réserves disponibles d'un gisement est faite initialement lors de sa découverte : il s'agit au départ d'une estimation de géologues et d'ingénieurs. Ces réserves sont les réserves « initiales », celles sur lesquelles on se base pour calculer le prix de vente du gisement, l'investissement nécessaire pour sa mise en exploitation, la valeur d'une entreprise. Ce premier type d'estimation est assez peu fiable, non en raison de l'avancement de la science, mais en raison des enjeux financiers : ainsi, en 1988, lors de la découverte du champ pétrolifère de Cusiana, en Colombie, la compagnie américaine Triton (aujourd'hui Amerada Hess) a estimé son potentiel à 3 milliards de barils, une quantité importante qui a fait remonter le cours de son action. Mais BP a fait une nouvelle estimation du gisement après avoir commencé d'extraire le brut à Cusiana : 1,5 milliard de barils. Des experts de l'ASPO pensent que ce gisement ne dépasse pas 800 millions de barils.
En partant des données fournies par les géologues qui ont par différents moyens pris la mesure du gisement, on extrapole différentes valeurs caractérisant les réserves :
- La première, appelée « réserves prouvées » ou « 1P », est la quantité de pétrole qui sera exploitée avec les moyens actuels avec une probabilité de 90 % ;
- La seconde, appelée « réserves probables » ou « 2P », est la quantité de pétrole qui sera produite, mais avec une probabilité de 50 % ;
- La troisième, appelée « réserves possibles » ou « 3P », est la quantité de pétrole très hypothétiquement produite, si le prix de vente augmente de façon à absorber les coûts d'extraction qui seront très élevés, avec une probabilité de 10 %.

Au cours du cycle de vie du gisement, ces différentes valeurs sont régulièrement actualisées : des réserves probables deviennent des réserves prouvées, les informations obtenues dans le cadre de l'exploitation ou d'explorations complémentaires donnent lieu à des révisions à la hausse ou à la baisse de ces différentes valeurs, etc..
Ainsi, pour l'Algérie, on a 1P égal à 1,7 milliard de tonnes, 2P évalué à 6,9 milliards de tonnes et 3P estimé à 16,3 milliards de tonnes (données publiées par l'United States Geology Survey, dont la mission est d'informer le ministère de l'Intérieur des États-Unis). Ces probabilités de découverte servent à juger de l'assise financière d'un pays ; mais les gouvernements comme les banques utilisent en général une valeur médiane des trois, soit 7,7 milliards de barils, qui a moins d'une chance sur deux d'être finalement découverte.

### Déclarations de réserve non normalisées
Les pays producteurs ou les compagnies pétrolières internationales ne déclarent généralement qu'une partie des informations dont elles disposent sur leurs réserves.
- Les compagnies pétrolières cotées aux États-Unis, pour se conformer aux préconisations boursières, déclarent des réserves de pétrole qui correspondent en fait aux seules réserves prouvées en cours d'exploitation (1P). Aussi ces réserves croissent régulièrement en l'absence de découverte de nouveaux gisements, puisque viennent progressivement s'y ajouter les réserves probables 2P au fur et à mesure de l'avancement de la production. Ce phénomène explique en grande partie le maintien des réserves à un niveau stable durant ces dernières décennies.
- La majorité des producteurs hors OPEP et États-Unis fournissent comme volume de réserves les réserves prouvées et probables (1P+2P), ce qui se rapproche le plus de ce qui sera effectivement produit.
- Les membres de l'OPEP déclarent également officiellement leurs réserves prouvées (1P). La forte croissance de ces réserves serait due, selon le géologue Laherrère, à l'incorporation progressive des réserves probables dans les réserves déclarées sans que le changement de mode de déclaration soit annoncé.
- La Russie (et l'Inde) déclarent la somme des réserves prouvées, probables et possibles (1P+2P+3P), ce qui conduit généralement à une surestimation de ce qui pourra être effectivement extrait.
- Le Venezuela inclut dans ses réserves une partie des pétroles non conventionnels (bitumes) de l'Orénoque dont la production ne sera peut-être jamais économiquement viable.

### Réserves officielles et réserves techniques

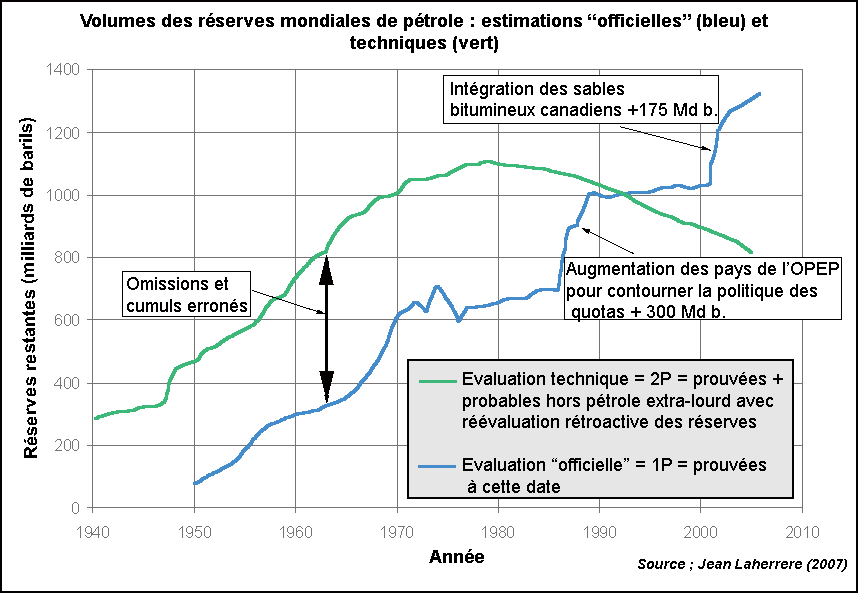
Les réserves officielles sont très différentes de celles déterminées par l'évaluation technique (source Jean Laherrère).

Le volume des réserves est devenu un sujet extrêmement sensible pour les pays producteurs de pétrole : ainsi une loi votée en 2002 par la Douma russe, punit toute personne ayant divulgué des informations sur les réserves de gaz et de pétrole russe d'une peine pouvant aller jusqu'à sept ans d'emprisonnement. Les quotas des pays de l'OPEP dépendent des volumes des réserves ce qui a eu un impact certain sur leurs déclarations. La capacité d'emprunt des pays vivant essentiellement du pétrole est conditionnée par le volume de pétrole restant dans le sol. Les seuls pays qui acceptent que des experts indépendants vérifient les chiffres de réserve sont, en 2008, la Norvège, la Grande-Bretagne et les États-Unis. La manipulation des chiffres est un exercice d'autant plus facile que les réserves sont désormais détenues à plus de 80 % par des compagnies nationales.
- En 1970, l'Algérie, probablement sous l'influence russe, a augmenté ses « réserves prouvées », qui jusque-là se situaient aux alentours de 7-8 milliards de barils, pour les porter à 30 milliards. Deux ans plus tard, ce chiffre passe à 45 milliards. Puis les volontés politiques changent et, après 1974, le pays retourne à des chiffres inférieurs à 10 milliards de barils (fait rapporté par Jean Laherrère).
- La Pemex (compagnie d'État du Mexique, qui a le monopole de l'extraction du pétrole dans le pays) a, en septembre 2002, revu ses réserves à la baisse de 53 %, passant de 26,8 à 12,6 milliards de barils. Peu après, elle les a relevés sensiblement, à 15,7.
- la société Shell a annoncé le 9 janvier 2004 que 20 % de ses réserves devaient passer de prouvées à possibles (c'est-à-dire incertaines). Cette annonce a fait chuter le cours de l'action et valut à la société un procès, la valeur de la société ayant ainsi été frauduleusement surévaluée. Depuis, elle a de nouveau révisé ses réserves trois fois, les faisant diminuer à 10 133 millions de barils (contre 14 500 millions). Son président, Phil Watts, a dû démissionner.
- Bien sûr, il existe aussi des exemples où les réserves sont sous-estimées. En 1993, les réserves de la Guinée équatoriale se limitaient à quelques gisements insignifiants ; l'Oil and Gas Journal (en) les estimait à 12 millions de barils. Deux gisements géants et plusieurs de taille moindre ont été découverts par la suite, mais la valeur annoncée resta inchangée jusqu'en 2003. En 2002, le pays avait toujours 12 millions de barils de réserves d'après le journal, alors qu'il produisit 85 millions de barils dans l'année. De même, les réserves de l'Angola sont restées à 5,421 milliards de barils (quatre chiffres significatifs, ce qui donne l'impression d'une très grande précision) de 1994 à 2003, malgré la découverte de 38 nouveaux gisements de plus de 100 millions de barils chacun.

#### Cas des producteurs de l'OPEP
Les pays producteurs de l'OPEP ont décidé en 1985 de limiter volontairement leur production totale pour soutenir le prix du pétrole : chaque membre de l'OPEP avait désormais le droit de produire un pourcentage de cette production proportionnel au volume de ses réserves. Cette mesure déclencha des réévaluations à la hausse de réserves de plusieurs producteurs, afin d'obtenir des droits de production supérieurs. La modification des réserves déclarées a également permis à l'époque à certains de ces producteurs d'obtenir des prêts bancaires plus élevés et de meilleurs taux. C'est cette dernière raison qui explique l'augmentation en 1983 des réserves estimées de l'Irak, alors en guerre contre l'Iran.
Le tableau des estimations suspectes, détaillé dans l'article Réserve pétrolière, est résumé dans le tableau suivant :
| Déclarations de réserves avec augmentations suspectes (en milliards de barils) d'après Colin Campbell, SunWorld, 1980-1995 |           |       |        |        |        |                 |           |
| Année | Abou Dabi | Dubaï | Iran   | Irak   | Koweït | Arabie saoudite | Venezuela |
| 1980 | 28,00     | 1,40  | 58,00  | 31,00  | 65,40  | 163,35          | 17,87     |
| 1981 | 29,00     | 1,40  | 57,50  | 30,00  | 65,90  | 165,00          | 17,95     |
| 1982 | 30,60     | 1,27  | 57,00  | 29,70  | 64,48  | 164,60          | 20,30     |
| 1983 | 30,51     | 1,44  | 55,31  | 41,00  | 64,23  | 162,40          | 21,50     |
| 1984 | 30,40     | 1,44  | 51,00  | 43,00  | 63,90  | 166,00          | 24,85     |
| 1985 | 30,50     | 1,44  | 48,50  | 44,50  | 90,00  | 169,00          | 25,85     |
| 1986 | 31,00     | 1,40  | 47,88  | 44,11  | 89,77  | 168,80          | 25,59     |
| 1987 | 31,00     | 1,35  | 48,80  | 47,10  | 91,92  | 166,57          | 25,00     |
| 1988 | 92,21     | 4,00  | 92,85  | 100,00 | 91,92  | 166,98          | 56,30     |
| 1989 | 92,20     | 4,00  | 92,85  | 100,00 | 91,92  | 169,97          | 58,08     |
| 1990 | 92,20     | 4,00  | 93,00  | 100,00 | 95,00  | 258,00          | 59,00     |
| 1991 | 92,20     | 4,00  | 93,00  | 100,00 | 94,00  | 258,00          | 59,00     |
| 1992 | 92,20     | 4,00  | 93,00  | 100,00 | 94,00  | 258,00          | 62,70     |
| 2004 | 92,20     | 4,00  | 132,00 | 115,00 | 99,00  | 259,00          | 78,00     |

Le total des réserves déclarées par les pays de l'OPEP est de 701 milliards de barils, dont 317,54 paraissent douteux à certains observateurs.

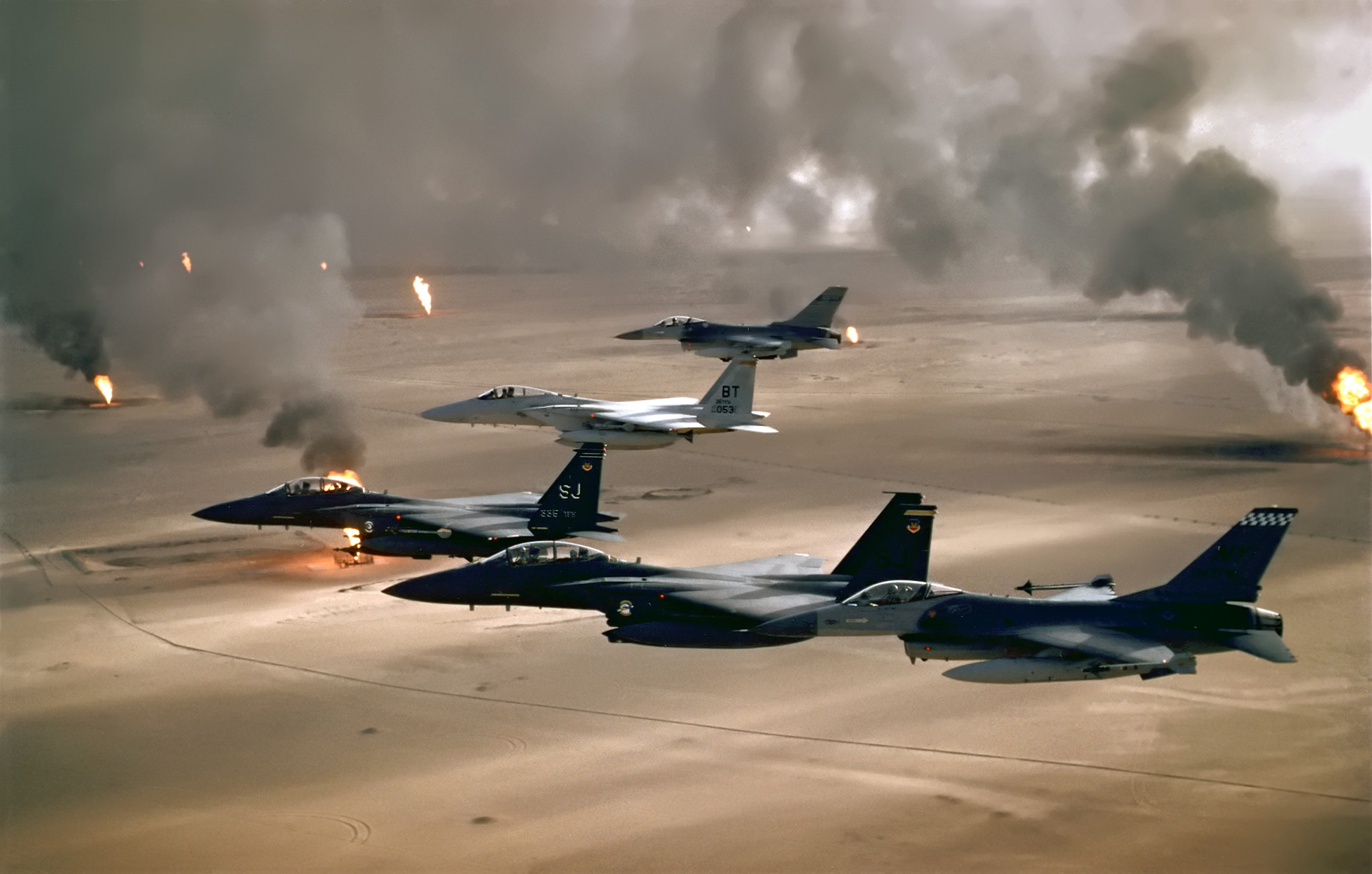
Le Koweït a maintenu la valeur de ses réserves malgré les destructions opérées par l'armée irakienne sur ses champs pétroliers.

1. L'évolution des réserves traduit visiblement une surenchère entre les membres de l'OPEP : le Koweït s'étant attribué 90 milliards de barils de réserves, Abou Dabi et l'Iran ont répondu avec des chiffres très légèrement supérieurs, afin de se garantir un quota de production similaire. L'Irak a répliqué avec un chiffre arrondi à 100.
2. Selon leurs déclarations, les pays producteurs semblent affirmer que les découvertes de nouveaux gisements remplacent, année après année, exactement ou presque exactement les quantités produites, puisque les réserves disponibles de ces pays ne varient quasiment pas d'une année sur l'autre. Par exemple, l'Arabie saoudite extrait 3 milliards de barils par an, on devrait logiquement voir les réserves diminuer d'autant. De même, Abou Dabi déclare exactement 92,2 milliards de barils depuis 1988, alors qu'en 16 ans, 14 milliards en ont été sortis de terre. Une explication avancée est que les pays du Golfe incluent le pétrole déjà produit dans les « réserves ».

D'autres faits incitent à une extrême vigilance sur les chiffres officiels des réserves des pays de l'OPEP :
- en janvier 2006, la revue Petroleum Intelligence Weekly a déclaré que les réserves du Koweït étaient en fait égales à seulement 48 milliards de barils, dont seulement 24 « pleinement prouvés », s'appuyant sur des « fuites » de documents confidentiels koweïtiens. Il s'agit d'une division par deux du chiffre officiel, ce qui va encore plus loin que les allégations de l'ASPO. Il n'y a pas eu de démenti formel des autorités koweïtiennes.
- Les réserves revendiquées par le Koweït avant et après la guerre du Golfe sont les mêmes, 94 milliards de barils, bien que les immenses incendies des puits déclenchés par les forces irakiennes avant de se retirer aient détruit environ 2 milliards de barils.

### Réserves de pétrole non conventionnel

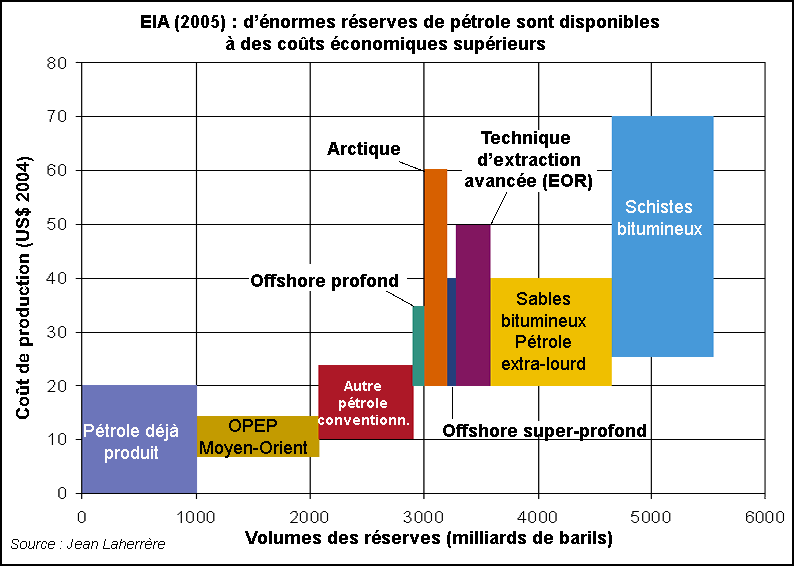
Réserves disponibles en fonction du coût de production selon l'EIA (2005) : la montée du coût du baril donnera accès à d'énormes réserves selon cet organisme faisant partie du clan des « optimistes ».

Le pétrole non conventionnel n'est pas inclus officiellement dans les réserves hormis les sables bitumineux du Canada qui sont désormais comptabilisés dans certaines statistiques à hauteur d'environ 170 milliards de barils (ce qui représente entre 10 et 20 % des réserves totales selon la valeur retenue pour ces dernières).
Pour les intervenants les plus optimistes, qui s'appuient sur une approche essentiellement économique, le renchérissement du prix du pétrole va permettre progressivement d'intégrer dans les réserves le pétrole non conventionnel, jusque là trop coûteux à produire. L'EIA estimait ainsi en 2005 que près de 3 000 milliards de barils (schistes bitumineux + sables bitumineux + récupération tertiaire) rejoindraient les réserves dans les décennies à venir (cf. schéma).

## Nouvelles sources de pétrole
Les nouvelles découvertes de pétrole dit conventionnel vont en se raréfiant rapidement et ceci depuis 1960 ; ainsi, le pétrole exploité dans les années 2000 provient principalement de gisements vieux d'une cinquantaine d'années. Au début du XXIe siècle, les champs pétroliers découverts sont généralement situés dans les zones les plus difficiles d'accès et sont de taille de plus en plus réduite ; le pétrole fourni par ces gisements est coûteux à produire. Compte tenu de la raréfaction des découvertes, beaucoup d'espoirs sont placés dans des sources, qui n'avaient jusqu'à présent pas été retenues parce que beaucoup plus coûteuses et qui sont regroupées sous l'appellation de pétrole non conventionnel : sous cette appellation sont regroupés le pétrole ultra-lourd nécessitant des traitements complexes, le pétrole synthétique fabriqué à partir de la biomasse, du gaz ou du charbon ainsi que les schistes bitumineux. La production de pétrole non conventionnel représente aujourd'hui une très faible proportion de la production totale (moins de 4 %) et les prévisions les plus optimistes situent sa part à long terme (2030) entre 10 et 20 %.

### Pétrole conventionnel

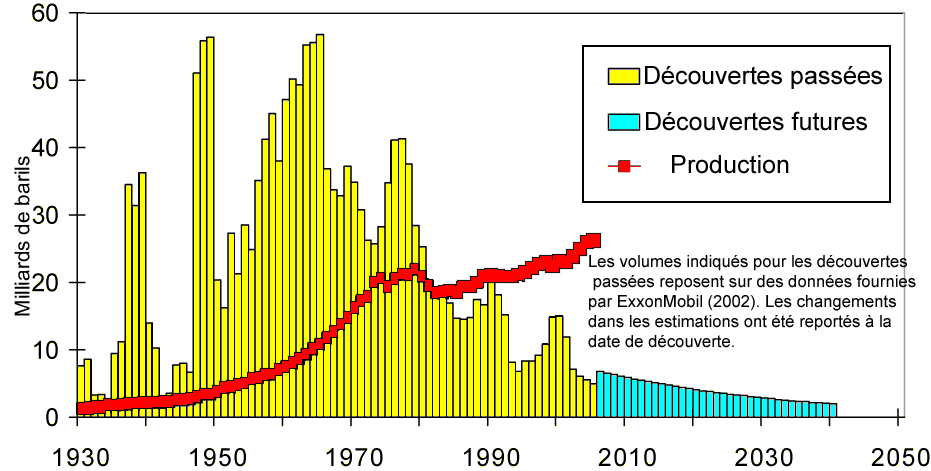
Le volume des découvertes de pétrole conventionnel (inclut l'offshore profond et le pétrole arctique) décroît depuis les années 1970.

Le pétrole conventionnel (95 % de ce qui a été exploité jusqu'ici) est défini comme étant « le pétrole qui peut être produit dans des conditions techniques et économiques satisfaisantes ». Traditionnellement on fait rentrer dans cette définition assez vague les pétroles extraits depuis les terres émergées (en excluant les pétroles atypiques (condensats, sables bitumineux…) et la récupération tertiaire sur les gisements de pétrole conventionnel…) et les pétroles extraits depuis des plateformes en mer (offshore) lorsque la profondeur est inférieure à 500 mètres. Grâce aux progrès techniques qui ont rendu leur production économiquement rentable on y inclut désormais également le pétrole en provenance de l'offshore profond et celui issu des régions arctiques.
Les découvertes de gisements pétroliers conventionnels ont atteint un pic dans les années 1960 : depuis cette date le volume de pétrole découvert chaque année est, en moyenne lissée, décroissant. Il est passé en dessous de celui de la production annuelle au début des années 1980. Ces dernières années on ne découvre plus qu'un baril de pétrole conventionnel pour trois consommés.

#### Pétrole «subconventionnel»

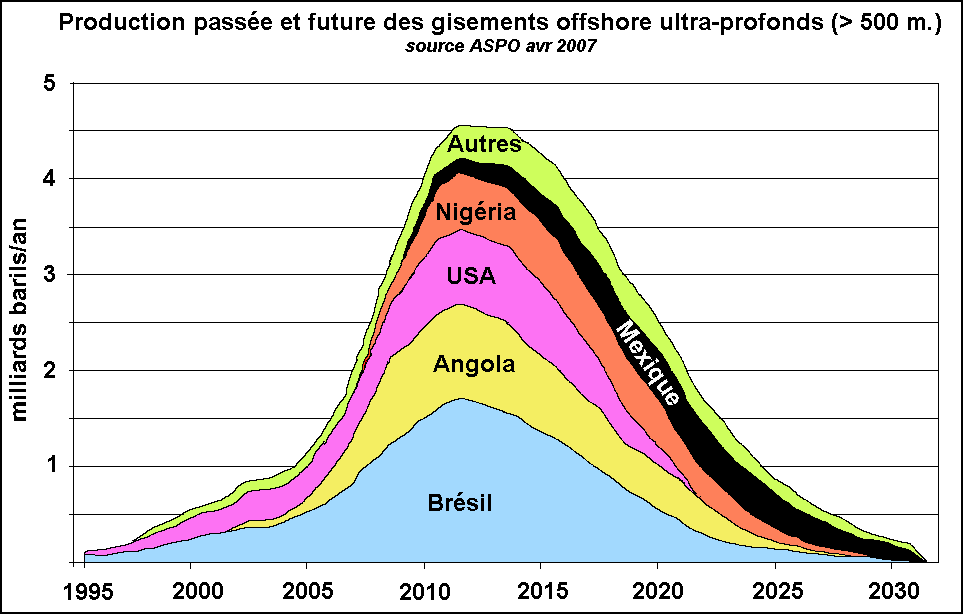
Évolution de la production du pétrole offshore ultra-profond selon l'ASPO (avril 2007).

Ce terme, utilisé par le géologue Alain Perrodon, regroupe le pétrole dont la production est devenue économiquement viable depuis quelques années :
- les pétroles extraits de gisements en « offshore profond » situés en mer jusqu'à 3 000 mètres de profondeur sont désormais exploitables grâce à la mise au point d'installations de production sous-marines automatisées. Les principaux gisements de ce type sont situés au large de l'Angola, du golfe du Mexique, du Nigéria et du Brésil. Une estimation datant de 2004 table sur un pic de production en 2012 avec un volume de six millions de barils par jour (7 % de la production quotidienne mondiale actuelle)[40].
- le pétrole issu de gisements dit « polaires » situés dans l'océan Arctique ou sur son pourtour dont l'exploitation est rendue difficile par la menace des icebergs et les conditions climatiques extrêmes. Le plus gros gisement de cette catégorie situé en Alaska est en exploitation depuis deux décennies mais est en voie de déclin rapide. Le potentiel global de cette région serait selon l'avis de la plupart des géologues faible. Les conditions de production constituent un challenge technique difficile à relever car contrairement à l'Alaska, la production devra être réalisée en offshore dans des mers envahies par les glaces. Bien que les ressources de l'Antarctique soient protégées par traité, il est probable que la pression de la demande contribuera à assouplir cette position auquel cas le pétrole produit relèverait de la même catégorie que le pétrole arctique. Mais là également les géologues estiment que les réserves sont limitées.

La complexité technique de l'extraction du pétrole subconventionnel nécessite des moyens financiers et techniques gigantesques. L'entrée en production de certains de ces gisements pourrait être plus tardive que prévu et donc ne pas assurer la relève partielle du pétrole conventionnel avant le pic pétrolier mondial. La rentabilité de ces gisements peut être également mise en doute : un économiste mentionnait que la rentabilité de la production du grand gisement découvert par le Brésil en 2008 nécessitait un pétrole à au moins 240 $ le baril.

### Pétrole non conventionnel

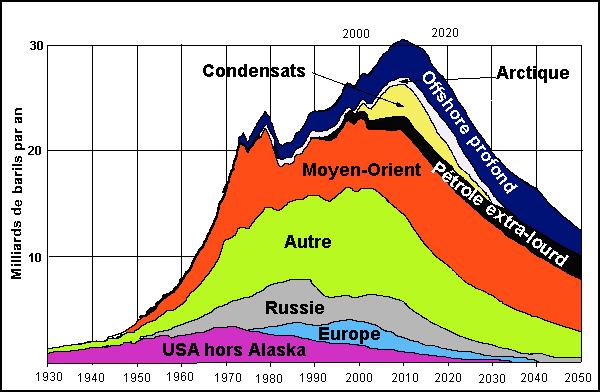
L'apport passé et futur des différentes régions pétrolières et des pétroles non conventionnels selon l'ASPO (schéma datant de 2004).

Le pétrole non conventionnel rassemble tous les pétroles qui ne sont pas produits par les techniques classiques de forage. Pour pouvoir être viable la production du pétrole non conventionnel doit faire face à plusieurs contraintes : coût, bilan énergétique négatif, dégâts écologiques, utilisation de ressources critiques (céréales). Ce type de pétrole représente une part croissante de la production de pétrole (de l'ordre de 10 % actuellement,) et est amené à prendre en partie le relais du pétrole conventionnel dans les années qui viennent. Toutefois, certains experts estiment que les quantités de pétrole non conventionnel produites seront toujours secondaires, car la production de ce pétrole restera toujours très coûteuse, lente (car nécessitant beaucoup de capitaux) et elle consomme beaucoup d'énergie en entrée. L'extraction et le traitement va accroître dans des proportions considérables le CO2 produit par les activités humaines.
| PREVISIONS fin 2007 de l'agence de l'énergie américaine (EIA) | PREVISIONS fin 2007 de l'agence de l'énergie américaine (EIA) | PREVISIONS fin 2007 de l'agence de l'énergie américaine (EIA) | PREVISIONS fin 2007 de l'agence de l'énergie américaine (EIA) | PREVISIONS fin 2007 de l'agence de l'énergie américaine (EIA) | PREVISIONS fin 2007 de l'agence de l'énergie américaine (EIA) | PREVISIONS fin 2007 de l'agence de l'énergie américaine (EIA) | PREVISIONS fin 2007 de l'agence de l'énergie américaine (EIA) |
| ------------------------------------------------------------- | --- | --- | --- | --- | --- | --- | --- |
| Source du pétrole                                             | Production de pétrole non conventionnel dans le scénario prix du pétrole élevé hors condensats et récupération tertiaire (chiffres en millions de barils par jour) | Production de pétrole non conventionnel dans le scénario prix du pétrole élevé hors condensats et récupération tertiaire (chiffres en millions de barils par jour) | Production de pétrole non conventionnel dans le scénario prix du pétrole élevé hors condensats et récupération tertiaire (chiffres en millions de barils par jour) | Production de pétrole non conventionnel dans le scénario prix du pétrole élevé hors condensats et récupération tertiaire (chiffres en millions de barils par jour) | Production de pétrole non conventionnel dans le scénario prix du pétrole élevé hors condensats et récupération tertiaire (chiffres en millions de barils par jour) | Production de pétrole non conventionnel dans le scénario prix du pétrole élevé hors condensats et récupération tertiaire (chiffres en millions de barils par jour) | Production de pétrole non conventionnel dans le scénario prix du pétrole élevé hors condensats et récupération tertiaire (chiffres en millions de barils par jour) |
|                                                               | 2006 | 2010 | 2015 | 2020 | 2025 | 2030 | commentaires |
| Sables bitumineux                                             | 1,2 | 2 | 4,1 | 6,1 | 7,5 | 8,7 | Canada |
| Biomasse                                                      | 0,6 | 1,3 | 2,1 | 3 | 3,7 | 4,2 | En 2030 Brésil 1,5 Mb. (canne à sucre) États-Unis 1,2 Mb.(maïs) |
| Pétrole synthétisé à partir du charbon                        | 0,1 | 0,2 | 0,4 | 0,8 | 1,5 | 2,7 | En 2030 États-Unis 1,2 Mb., Afrique du Sud 0,7 Mb., Chine 0,5 Mb.                                                                                                  |
| Pétrole extra-lourd                                           | 0,6 | 0,9 | 1,2 | 1,6 | 1,9 | 2,3 | Venezuela |
| Pétrole synthétisé à partir du gaz                            | 0 | 0,1 | 0,4 | 0,6 | 0,7 | 0,7 | En 2030 Qatar 0,4 Mb., Afrique du Sud 0,1 Mb. |
| Schistes bitumineux                                           | 0 | 0 | 0 | 0 | 0,1 | 0,2 | |
| Production totale de pétrole                                  | 84,2 | 88,7 | 89,7 | 91,7 | 95,2 | 99,3 | |
| % de la production totale                                     | 3 % | 4,2 % | 9,4 % | 13,4 % | 16,4 % | 19 % | |

#### Pétrole extra-lourd
Le pétrole extra-lourd est un pétrole qui a été dégradé par des bactéries et qui est constitué de molécules d'hydrocarbures très lourdes où prédomine le carbone. Très visqueux, son extraction est difficile, coûteuse en énergie. Sa transformation en sous-produits utilisables (carburant…) nécessite la mise en œuvre de procédés industriels également coûteux et consommateurs d'énergie. On trouve des gisements de pétrole extra-lourds un peu partout sur la planète avec des volumes considérables. Les gisements les plus importants sont situés au Venezuela et au Canada. La production tournait en 2007 aux alentours de 1,5 million de barils par jour (moins de 2 % de la production mondiale de pétrole).

##### Sables bitumineux du Canada
(novembre 2012).

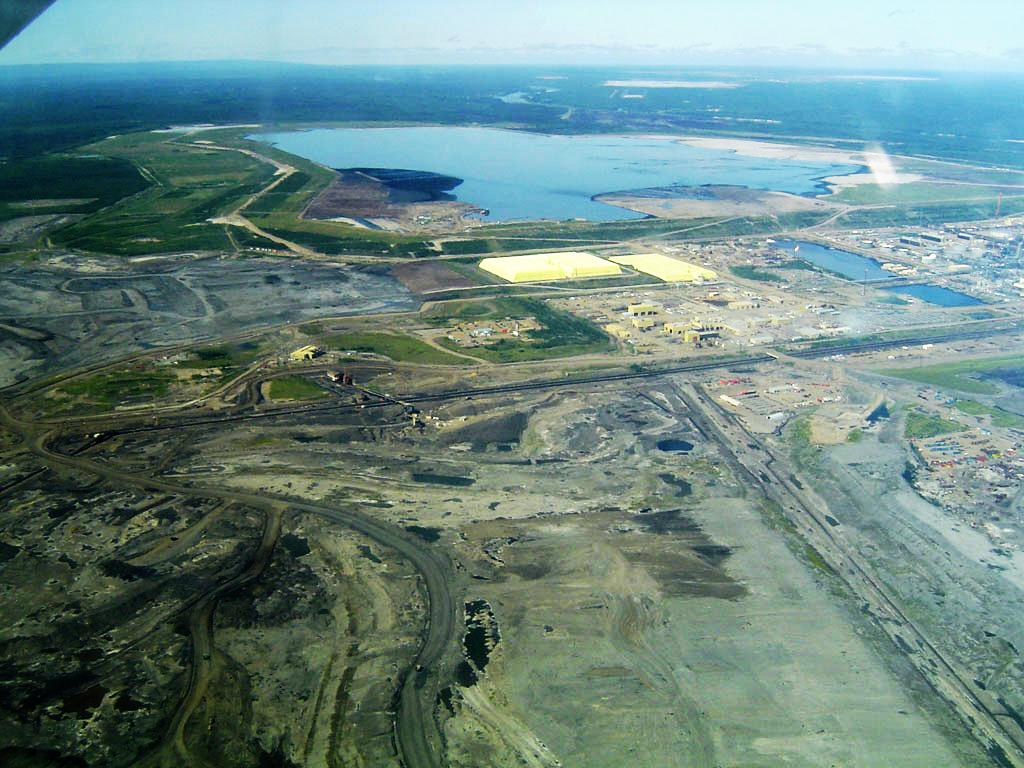
Le gisement de sables bitumineux de l'Alberta est entré dans une phase d'exploitation à grande échelle.

Le site de sables bitumineux le plus important est situé au Canada (au bord du lac Athabasca dans l'Alberta) . Le pétrole contenu dans ces champs se présente sous forme de bitume, qu'il est possible de transformer en carburant. Les réserves sont estimées sur la base d'hypothèses plutôt conservatrices à 180 milliards de barils (plus de 15 % des réserves mondiales de pétrole).
La production à partir du gisement de l'Alberta est en plein essor et a atteint 1 million de barils par jour en 2007. La production visée est de 2 millions de barils par jour en 2010 et de 4 millions en 2020. Mais le procédé nécessite une grande quantité de gaz, environ 30 m3 par baril produit. Pour atteindre les objectifs de 2020, il faudrait utiliser la totalité de la production de gaz canadien actuelle (au détriment de la consommation industrielle et domestique) alors que les gisements canadiens sont aujourd'hui en déclin et que les réserves seront épuisées d'ici 8 ans. Il est envisagé de faire venir du gaz de l'Alaska mais on se heurte à des problèmes de coûts (construction du gazoduc) et le gisement de gaz qui serait utilisé ne permettrait de traiter que 3 millions de barils par jour. Il est également envisagé de construire une dizaine de centrales nucléaires pour suppléer à la pénurie de gaz, mais une fois la décision prise il faudrait attendre au moins une décennie avant que ces centrales deviennent opérationnelles.

##### Pétrole extra-lourd du Venezuela
Le deuxième grand gisement de pétrole extra-lourd est situé dans le bassin de l'Orénoque. Le pétrole exploité au Venezuela est moins dense que celui du Canada. En 2005, environ 0,5 million de barils par jour étaient produits. Mais la situation du pays freine l'exploitation de ces gisements qui nécessitent beaucoup de capitaux et des capacités techniques (raffinage…) disponibles essentiellement en Amérique du Nord.

##### Réserves et perspectives
Selon Pierre-René Bauquis, en partant de l'hypothèse que les problèmes d'énergie nécessaires en entrée et d'émission de CO2 soient résolus (utilisation de l'énergie nucléaire…), les réserves exploitables pour ces deux pays se situeraient aux alentours de 600 milliards de barils distribués à égalité entre ces deux pays. Toujours selon le même auteur, la production totale de pétrole à partir de ce type de gisement pourrait atteindre six millions de barils par jour en 2020 (8 % de la production actuelle) et dix millions de barils par jour en 2050 avec la montée en puissance à cette date de nouveaux producteurs comme la Russie et la Chine.

#### Schistes bitumineux

Historique extraction des schistes bitumineux (1880-2000).

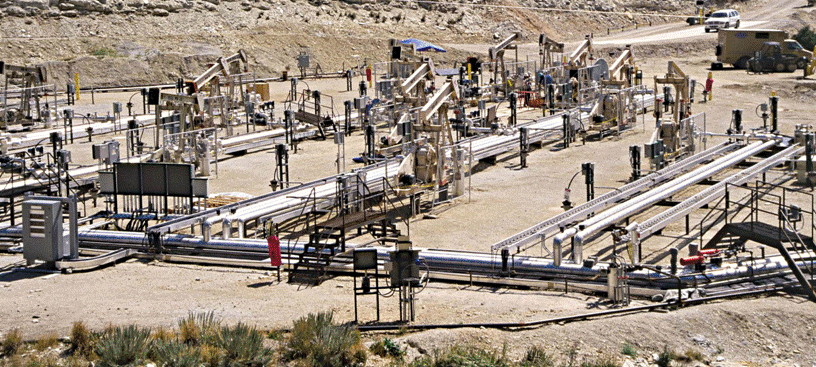
Le site expérimental de transformation des schistes bitumineux en pétrole in situ de Shell dans le Colorado.

Les schistes bitumineux contiennent du kérogène, un précurseur du pétrole qui n'a pas achevé le cycle qui transforme la matière organique en pétrole. Le kérogène peut être converti en pétrole par pyrolyse. Mais les tentatives pour exploiter ces réserves, qui remontent à plus d'un siècle, restent aujourd'hui à l'état d'expériences pilotes. Le seul emploi à l'échelle industrielle est l'utilisation en tant que combustible dans les centrales thermiques (70 % de la production mondiale en Estonie).
Le développement rapide de l'exploitation du pétrole de schiste aux États-Unis au cours des années 2010, grâce à la technique de fracturation hydraulique, a fait passer ce pays au rang de premier producteur mondial de pétrole.

##### Procédés d'extraction encore expérimentaux
Les procédés d'extraction et de transformation en pétrole expérimentés aujourd'hui sont confrontés à des problématiques de EOREI (rapport énergie utilisée/énergie récupérée), pollution et utilisation intensive des ressources hydriques. Le procédé le plus connu, mis en œuvre par la compagnie Shell dans le Colorado, en donne un bon aperçu.
C'est un processus in situ, c'est-à-dire que les schistes bitumineux sont transformés en pétrole dans le gisement sans être extraits ce qui permet de récupérer une plus forte proportion des réserves en place. On commence par isoler le gisement des eaux souterraines environnantes en l'entourant d'un mur de glace créé en forant sur la circonférence du gisement des puits profonds de 610 mètres tous les 2 mètres dans lesquels on fait circuler un liquide réfrigérant qui fait descendre la température du sous-sol à −50 °C. Dans le périmètre ainsi circonscrit on fore des puits tous les 12 mètres dans lesquels sont insérés des systèmes de chauffage qui portent la température des schistes à 340 °C : celui-ci se transforme alors lentement en pétrole et en gaz. Ce chauffage doit être maintenu durant environ 4 ans. À l'issue de cette période le pétrole et le gaz sont pompés. Selon Shell le processus a un EOREI compris entre 3 et 4.

##### Réserves et perspectives
Selon une estimation prudente de 2016, les ressources mondiales totales de schiste bitumineux équivalent à 6 000 milliards de barils de pétrole de schiste. Les plus grands gisements aux États-Unis représentant plus de 80 % de la ressource totale mondiale

#### Pétroles synthétiques

##### Agrocarburants

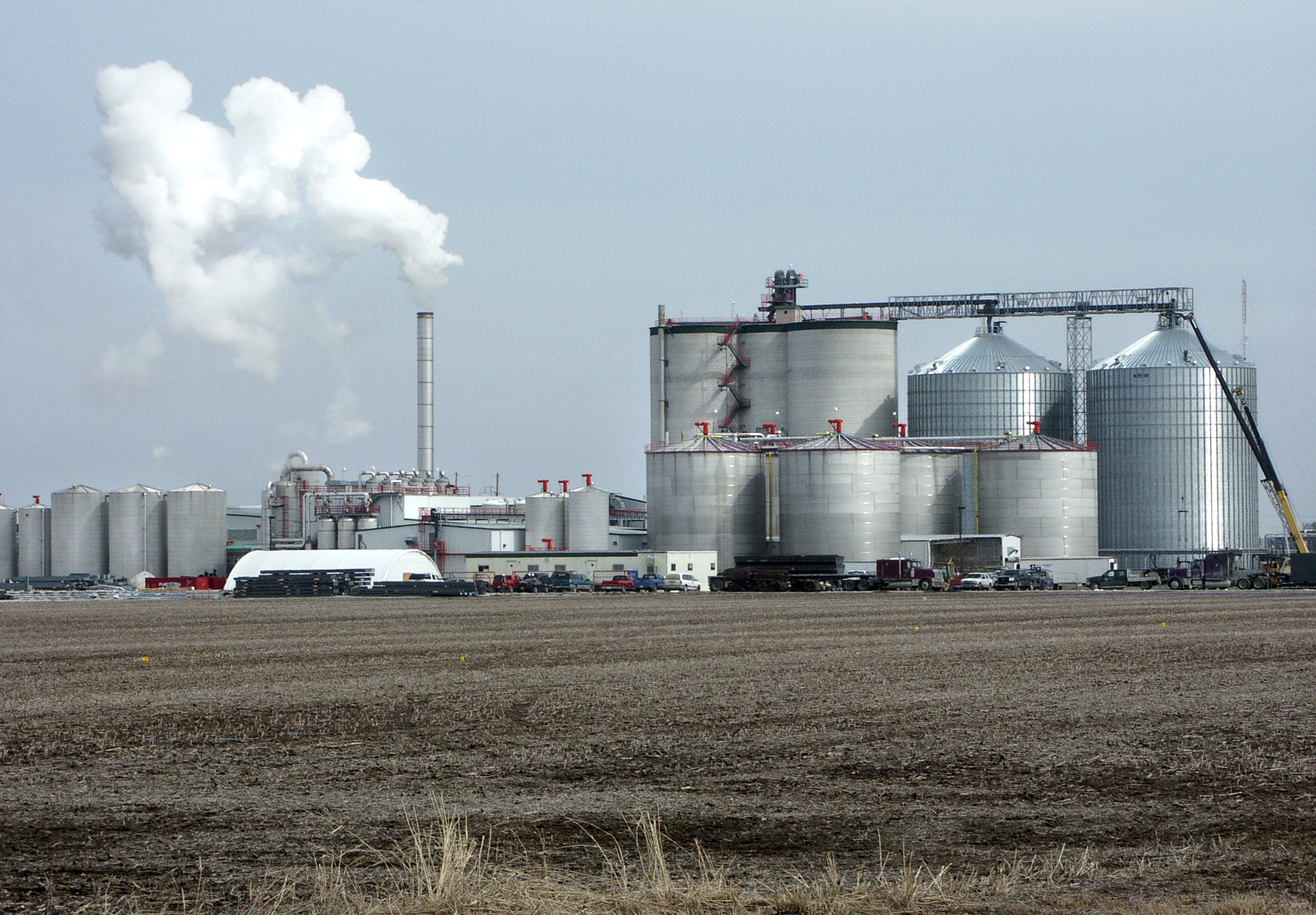
Usine de fabrication d'éthanol dans l'Iowa (États-Unis).

Les agrocarburants tels que le biodiesel et le bioéthanol sont produits à partir de la biomasse (déchets, céréales). On parle aussi de biocarburants, comprendre des carburants issus de productions vivantes. En 2007, 22 millions de tonnes de biodiesel et de bioéthanol ont été produites essentiellement par les États-Unis (12 Mt) et le Brésil (11Mt). La brutale accélération de la production d'agrocarburants aux États-Unis à partir du maïs a contribué à faire flamber le cours mondial des céréales et a prouvé que la contribution de cette filière comportait des risques pour la production alimentaire mondiale et l'accès alimentaire des plus pauvres (au Brésil, la production d'éthanol utilise des résidus de cannes à sucre et n'entre pas en compétition avec la filière alimentaire). De plus, la production en masse d'agrocarburants est accusée de contribuer à l'accentuation de la destruction des forêts tropicales, de porter atteinte à la biodiversité comme à la qualité des sols et des eaux du fait d'une monoculture intensive et de l'usage d'intrants agro-chimiques.

##### Transformation du charbon et du gaz naturel
Le charbon et le gaz naturel peuvent être transformés par le Procédé Fischer-Tropsch pour fournir des pétroles synthétiques. L'Afrique du Sud est le principal producteur de cette filière, qui produit 0,16 million de barils par jour à partir du charbon (coal to liquid) et 0,045 à partir du gaz (gaz to liquid, GTL).

#### Récupération tertiaire sur les gisements de pétrole conventionnel
La récupération tertiaire du pétrole des gisements de pétrole (en anglais Enhanced Oil Recovery, EOR) permet d'augmenter le taux de récupération des gisements existants en utilisant des procédés technologiques variables pour relancer la production de gisements en déclin. Aujourd'hui, la récupération tertiaire est utilisée sur 2 % des gisements. Le principal procédé utilisé est l'injection de vapeur chaude pour fluidifier le pétrole et permettre sa migration vers les puits. Les spécialistes « optimistes » placent beaucoup d'espoirs dans l'amélioration des techniques de récupération tertiaire : les gains espérés font partie intégrante des réserves de pétrole non conventionnel. La bonne tenue des réserves durant les trois dernières décennies a en partie été mise au crédit de l'amélioration des techniques de récupération tertiaire. Selon le géologue Jean Laherrère, il ne faut pourtant pas attendre de gains significatifs de cette technique dans le futur.

### Hydrates de méthane
L'hydrate de méthane est du méthane piégé dans la glace. Cette source d'hydrocarbure est considérée comme inexploitable avec la technologie actuelle et n'est pas prise en compte dans les prévisions de production d'hydrocarbure à moyen terme. On le trouve en abondance au fond des océans et dans le pergélisol des régions continentales les plus froides (Sibérie, Nord du Canada). Les projets pilotes menés entre autres par le Japon se sont jusqu'à présent révélés infructueux (faible concentration des hydrates). La mise en production pourrait par ailleurs libérer d'énormes quantités de méthane dans l'atmosphère contribuant à accélérer le réchauffement climatique (le méthane est 20 fois plus actif que le CO2 dans ce domaine). C'est une source d'hydrocarbure qui reste aujourd'hui très hypothétique.

## Capacité de production qui a du mal à suivre l'augmentation de la consommation
La capacité de production est le volume de pétrole que l'ensemble des producteurs peuvent produire en utilisant tous les puits opérationnels. Jusqu'à récemment les producteurs pris dans leur ensemble (mais en particulier l'Arabie saoudite) disposaient d'une capacité de production supérieure à ce qui était mis sur le marché ce qui permettait de faire face aux à-coups de la demande mondiale de pétrole. Cette marge est devenue pratiquement nulle en 2007/2008. Malgré l'existence de réserves représentant plusieurs décennies de consommation la mise en production des nouveaux gisements n'arrive pas à compenser l'augmentation de la demande et la diminution de la production des gisements matures :
- la faiblesse du prix du pétrole jusqu'il y a quelques années a entraîné une baisse des investissements de l'industrie pétrolière qui est difficile à rattraper ;
- la mise en production de nouveaux gisements demande aujourd'hui des moyens financiers, techniques et humains très importants car le pétrole qui subsiste est généralement difficile d'accès et les gisements plus petits nécessitent de renouveler beaucoup plus souvent les investissements. Malgré la pression de la demande la mise en production des nouveaux champs est étalée pour pouvoir faire face aux difficultés des projets et mobiliser les investissements nécessaires ;
- une fois le gisement en exploitation, la capacité de production de certains gisements est limitée par des contraintes particulièrement fortes (pression environnementale, disponibilité d'entrants) : les sables bitumineux canadiens représentent aujourd'hui dans les statistiques environ 20 % des réserves. Il est prévu que la production actuelle soit de 3 millions de barils par jour en 2020 (4 % de la production actuelle) et 4 millions en 2030[53] ;
- dans de nombreux pays producteurs, le rapport entre les compagnies pétrolières internationales et les pays producteurs — Venezuela, Russie, Nigeria, Kazakhstan… — s'est fortement détérioré (nationalisations plus ou moins larvées, révisions des clauses financières) ce qui a ralenti ou bloqué les investissements et les chantiers de mise en production ;
- la relance très forte de l'exploration pétrolière, consécutive à la montée du prix du pétrole entraîne une pénurie de moyens techniques et humains. La flotte de navires de forage est réservée sur plusieurs années et les chantiers navals qui fabriquent ce type de bâtiment ont des carnets de commande pleins[54].

## Pic pétrolier des principales régions de production
Si la détermination du pic pétrolier mondial est un exercice difficile compte tenu du nombre de paramètres à prendre en compte, le pic pétrolier de la production d'un pays donne généralement lieu à moins de polémique (sauf cas particuliers de certains pays du Moyen-Orient).
En 2008, de nombreux pays producteurs ont déjà franchi le pic de production. Parmi les principaux on peut citer les États-Unis (1970) (autrefois premier producteur mondial), la Libye (1970)[réf. nécessaire], l'Iran (1976)[réf. nécessaire], le Royaume-Uni (1999), la Norvège (2000), le Mexique (2005). Au début de 2008 les seuls pays producteurs importants (parmi les 30 premiers) qui n'ont pas dépassé le pic pétrolier sont [réf. nécessaire] l'Arabie saoudite (controversé), le Koweït (controversé), l'Irak, l'Angola, l'Algérie, et le Kazakhstan.
La production des quatre plus grands gisements de pétrole — Ghawar (Arabie saoudite), Cantarell (Mexique), Burgan (Koweït) et Daqing (Chine) — serait aujourd'hui entrée en phase de déclin.
| Principaux pays producteurs de pétrole dans l'ordre décroissant de leurs exportations (en millions de barils par jour) |                 |              |                            |                    |                        |                      |                                     |
| Pays | Production 2007 | Exportations | Part de marché exportation | Date pic pétrolier | Production 2008 prévue | Évolution production | Réserves 2007 (milliards de barils) |
| Arabie saoudite | 10,41           | 8 (est)      | xx                         | 2008-2014          |                        | 12 (2009)            | 264,2                               |
| Russie | 9,98            | 7            | xx                         | 2007-2015          |                        |                      | 79,4                                |
| Émirats arabes unis | 2,92            | 2,5 (2006)   | xx                         |                    |                        | 5 (2014)             | 97,8                                |
| Iran | 4,44            | 2,6          | xx                         | 1974               |                        | 5 (2010)             | 138,4                               |
| Venezuela | 2,61            | 2,2          | xx                         | 1970               |                        |                      | 87                                  |
| Nigeria | 2, 36           | 2,15         | xx                         | 1979               |                        | 4 (2010)             | 36,2                                |
| Norvège | 2,56            | 2 (est)      | xx                         | 2001               | en déclin              |                      | 8,2                                 |
| Koweït | 2,63            | 2,1          | xx                         | 2013               |                        |                      | 101,5                               |
| Algérie | 2               | 1,84 (2006)  | xx                         |                    |                        |                      | 12,3                                |
| Mexique | 3,48            | 1,79 (2006)  | xx                         | 2003               |                        |                      | 12,2                                |
| Irak | 2,15            | 1,6          | xx                         | 2018               |                        |                      | 115                                 |
| Angola | 1,72            | 1,5          | xx                         | 2016               | 1,7                    | 2 (2010-2016)        | 9                                   |
| Libye | 1,85            | 1,5          | xx                         | 1970               | 2                      | 3 (2010-2013)        | 41,5                                |
| Kazakhstan | 1,49            | 1,2          | xx                         |                    |                        |                      | 39,8                                |
| Qatar | 1,20            | 1,1 (est)    | xx                         | 2004               |                        |                      | 27,4                                |
| Canada | 3,41            | 1,02         | xx                         |                    |                        |                      | 179 (2006)                          |
| Azerbaïdjan | 0,87            | 0,7          | xx                         |                    |                        |                      | 7                                   |
| Oman | 0,72            | 0,6 (est)    | xx                         | 2000               | -7 %                   |                      | 5,6                                 |
| Guinée équatoriale | 0,36            | 0,35 (est.)  | xx                         |                    |                        |                      | 2                                   |
| Équateur | 0,52            | 0,35 (2006)  | xx                         | 2004               | diminution             |                      | 4,3                                 |
| Soudan | 0,46            | 0,32 (2006)  | xx                         |                    | 1                      |                      | 6,6                                 |
| Colombie | 0,56            | 0,3 (est)    | xx                         |                    | -5 %                   |                      | 1,5                                 |
| Argentine | 0,70            | 0,28         | xx                         |                    | 0,77                   | 0,76                 | 2,6                                 |
| Tchad et Cameroun | 0,28            | 0,25         | xx                         |                    |                        |                      | >2                                  |
| Malaisie | 0,76            | 0,25 (est.)  | xx                         |                    | -13 %                  |                      | 5,4                                 |
| Congo | 0,22            | 0,2          | xx                         |                    |                        |                      | 4,1                                 |
| Gabon | 0,23            | 0,2          | xx                         |                    |                        |                      | 2                                   |
| Égypte | 0,71            | 0,2          | xx                         | 1987               |                        |                      | 4,1                                 |
| Côte d'Ivoire | 0,09            | 0,07         | xx                         |                    |                        |                      |                                     |
| Brésil | 2,4             | 0            | 0                          |                    | 2,6                    |                      | 12,6                                |
| Principaux pays producteurs et importateurs par ordre décroissant de production                                        |                 |              |                            |                    |                        |                      |                                     |
| États-Unis | 6,88            | 0            | 0                          | 1971               |                        |                      | 29,4                                |
| Chine | 3,74            | 0            | 0                          |                    |                        |                      | 15,5                                |
| Royaume-Uni | 1,64            | 0            | 0                          | 1999               |                        |                      | 3,6                                 |
| Inde | 1,04            | 0            | 0                          | 1997               |                        |                      | 5,5                                 |

### Principaux pays exportateurs
- Arabie saoudite : selon Matthew Simmons, qui a exercé un rôle d'expert auprès du groupe de travail présidé par Dick Cheney et chargé de définir la politique énergétique des États-Unis, l'Arabie saoudite aurait également passé son pic en 2004. Pour ce qui concerne le plus grand champ pétrolier de la planète, le gisement de Ghawar, plusieurs spécialistes estiment qu'il est proche du pic, même si les officiels le contestent. Selon la compagnie nationale, un certain nombre de petits gisements doivent entrer en production dans les années 2010 et sont censés officiellement plus que compenser le déclin du gisement géant de Ghawar. La très forte croissance de la consommation intérieure contribue à diminuer rapidement la part des exportations.

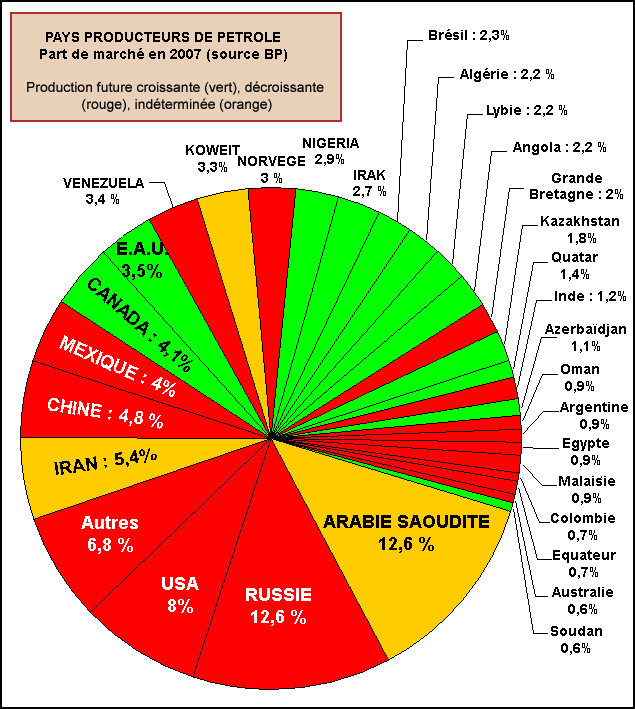
Part de marché des différents pays producteurs en 2007. La couleur précise si la production future devrait croître (verte), décroître (rouge) ou est controversée (orange).

- Russie : l'URSS a atteint un premier pic de production en 1987 à 11,2 millions de barils par jour[59]). La production s'est effondrée à la suite de l'éclatement de l'Union soviétique à 6 millions de barils en 1995 puis a commencé à remonter en Russie à compter de cette date (en parallèle la production dans d'anciennes républiques soviétiques s'est fortement développée). En 2007 elle semble plafonner à la valeur de 9,8 millions de barils par jour. Les réserves en Russie sont estimées au début de 2008 selon les auteurs entre 70 et 170 milliards de barils. La fourchette basse conduit à un pic de production imminent tandis que si la valeur moyenne est retenue, la plus probable, le pic serait atteint d'ici 2015 avec une valeur de production quotidienne légèrement supérieure à la valeur actuelle. Mais les gisements qui doivent prendre le relais des zones de production actuelles nécessitent des investissements particulièrement importants (Arctique, Sibérie orientale) et les compagnies pétrolières russes, sévèrement taxées par l'État, pourraient manquer de moyens. On attend une forte croissance de la demande intérieure (explosion du parc automobile privé) qui devrait également réduire la part des exportations[60].
- Émirats arabes unis.
- Koweït : le 12 novembre 2005, une nouvelle (publiée entre autres par AME Info et reprise par de nombreux médias dont Kuwaittimes.net) a stupéfié beaucoup d'experts : le champ de Burgan, situé au Koweït, 2e champ pétrolier de la planète par sa capacité, a atteint son pic de production. Les experts pensaient extraire 2 Mbbl/j pendant encore 30 à 40 ans, mais il plafonne désormais autour de 1,7 Mbbl/j malgré tous les efforts entrepris pour maintenir son débit initial.
- Mexique : le complexe de Cantarell, qui fournit les deux tiers de la production mexicaine, a atteint son pic en 2006, amorçant ainsi le déclin rapide de la production pétrolière mexicaine. L'agence américaine de l'énergie dans une analyse datée de 2007 estime que la production tombera à 3 millions de barils par jour en 2012 avec une remontée possible en 2030 au niveau de 2007 (3,5 millions de barils). La compagnie nationale PEMEX qui assure de manière exclusive l'exploration et la production du pétrole mexicain pourrait manquer de capitaux - du fait de prélèvements trop importants de l'État mexicain - pour mettre en exploitation les nouveaux gisements en eau profonde qui doivent prendre en partie le relais des gisements déclinants[61].
- Iran.
- Canada : la production est en forte croissance grâce à l'exploitation des sables bitumineux de l'Alberta qui fait plus que compenser le déclin des gisements de pétrole conventionnel[réf. nécessaire]. Le scénario moyen prévoit une production de 3,5 millions de tonnes en 2010, 4 en 2015, 4,5 en 2020 et 4,5 en 2030 (respectivement 2, 3 , 3,5 et 4 pour les sables bitumineux). Les variantes de ce scénario ajoutent ou enlèvent 1 million de barils par jour à partir de 2020[53]. La capacité de production est limitée par la nécessité de disposer de beaucoup d'énergie pour transformer les sables bitumineux et de limiter les atteintes à l'environnement. Les réserves de sables bitumineux étant estimées (en 2010) à 180 milliards de barils, le pic se situe à une échéance lointaine non définie.
- Venezuela : le pays dispose d'un énorme potentiel de production grâce aux gisements de pétroles extra-lourds. Mais la situation intérieure ne permet pas de développer ces gisements qui demandent beaucoup de capitaux et une forte expertise technique détenue principalement par les États-Unis.
- Norvège : la production décline régulièrement.
- Nigeria : en 2008, le pays dispose d'un gros potentiel de croissance qui ne peut se concrétiser à cause des désordres intérieurs.
- Irak : l'Irak dispose des troisièmes réserves mondiales de pétrole, mais sa production n'arrive pas à progresser à cause du conflit en cours.
- Angola : le pays a adhéré à l'OPEP en 2008 et dispose d'un quota de 2 millions de barils par jour qu'il devrait pouvoir maintenir jusqu'à 2016 grâce à la mise en production de gisements en offshore profond dans les années à venir. Une partie des gisements se situe sur le territoire de Cabinda : des mouvements armés réclament l'indépendance de cette région, séparée du territoire principal par la RDC, depuis l'indépendance de l'Angola[62].
- Brésil : la production du Brésil devrait fortement augmenter dans les années à venir grâce à des gisements situés en offshore profond.
- Kazakhstan : production en croissance rapide mais des gisements difficiles à exploiter (présence de soufre…) occasionnent des retards.
- Azerbaïdjan : la production devrait croître fortement dans les années qui viennent.
- Argentine, Égypte, Équateur, Malaisie, Colombie : la production de ces pays décline.

### Principaux pays producteurs et importateurs
- États-Unis : la production décroît rapidement tandis que la demande se maintient.
- Chine.
- Inde.
- Royaume-Uni : les réserves restantes sont très faibles et la demande reste importante.

## Contexte économique et géopolitique

### Croissance et élasticité de la demande de pétrole
La demande de pétrole est en croissance régulière. La demande émanant des pays européens et de l'Amérique du Nord s'est stabilisée mais elle croît fortement ailleurs, particulièrement en Chine, en Inde ainsi que dans les pays exportateurs de pétrole.
L'énergie (le pétrole en fournit 35 %) contribue à hauteur de 50 % à la formation du PNB mondial. Dans pratiquement tous les secteurs économiques, les produits dérivés du pétrole (plastiques…) sont devenus indispensables et il n'existe généralement pas de substitut. Les carburants tirés du pétrole représentent 97 % de l'énergie utilisée par les transports dans le monde, qui jouent un rôle vital dans le fonctionnement de l'économie moderne. L'agriculture est complètement dépendante du pétrole : engrais, insecticides, engins agricoles ; les rendements agricoles élevés, qui ont permis de faire face à la forte croissance de la population mondiale, sont presque entièrement liés à l'utilisation du pétrole.
- Le remplacement du pétrole par d'autres sources d'énergie carbonées ou non carbonées sera difficile : la demande de pétrole a une faible élasticité. Une fois le pic franchi et si l'économie et même la société ne s'y est pas préparée, le prix se fixera à un niveau trop élevé pour les consommateurs, et insuffisant pour que les producteurs puissent exploiter des champs d'hydrocarbures plus coûteux et ainsi maintenir la production. Cela aura un effet de frein à la croissance, voire un effet récessif, extrêmement puissant, malgré l'apparente disponibilité du pétrole.
- La production est actuellement régulée par la demande. Si le mode de régulation s'inverse, les économies nationales devront accomplir une mutation importante.

| année        | 2001 | 2002   | 2003   | 2004   | 2005   | 2006   | 2007   | 2008   |
| ------------ | ---- | ------ | ------ | ------ | ------ | ------ | ------ | ------ |
| consommation | 76,8 | 77,7   | 79,1   | 81,8   | 83,1   | 83,8   | 84,9   | 84,5   |
| variation    |      | +1,2 % | +1,8 % | +3,4 % | +1,6 % | +0,8 % | +1,3 % | -0,5 % |

### Relation entre pays producteurs et pays consommateurs
Jusqu'à aujourd'hui les principaux producteurs exportateurs ont généralement répondu aux augmentations de la demande par une augmentation de la production (dans la mesure ou ils disposaient de la capacité à le faire) et par une accélération des projets de mise en production. Il est probable que la montée des prix et la diminution des réserves va désormais inciter certains des pays producteurs exportateurs à limiter leur production ou en tout cas de ne pas tenter de suivre la demande en accélérant les projets de mise en production.
Avec un prix du baril élevé, les pays producteurs disposent d'entrées financières équivalentes avec un volume de pétrole produit réduit.
Les pays producteurs ont intérêt à prolonger la période durant laquelle ils pourront bénéficier de la manne financière du pétrole.

## Outils d'évaluation du pic pétrolier

### Courbe de Hubbert

La courbe de Hubbert propose une modélisation de la production de pétrole en forme de cloche avec des jalons qui sont fonction de la production passée et des réserves prouvées.

L'évolution de la production de pétrole en Norvège s'inscrit presque parfaitement sur la courbe de Hubbert.

Le géophysicien Marion King Hubbert suggéra dans les années 1940 que la production d'une matière première fossile donnée, et en particulier du pétrole, suivait une courbe en cloche parallèle à celle des découvertes mais décalée dans le temps. Cette courbe, en particulier la date à laquelle la production culminerait, le volume des réserves totales et la valeur de la production maximale atteinte au moment du pic, pouvait se déduire de la quantité de pétrole déjà extraite et de l'estimation des réserves totales. La courbe atteint son sommet lorsqu'à peu près[Quoi ?] la moitié des réserves ont été extraites.
En 1956, lors d'un meeting de l'American Petroleum Institute à San Antonio, au Texas, Hubbert fit la prédiction que la production globale de pétrole aux États-Unis atteindrait son maximum aux alentours de 1970, avant de commencer à décroître. Un maximum fut atteint en 1971. La courbe qu'il employa dans son analyse est connue sous le nom de Courbe de Hubbert, et le moment où elle atteint son maximum (en théorie unique) le Pic de Hubbert. Malheureusement pour cette suggestion, la production américaine a recommencé à croître en 2011. En général, les courbes de production de pétrole, pour un pays donné, ne respectent pas la courbe de Hubbert. Celle de l'Arabie saoudite en particulier ne lui ressemble en rien.

#### Utilisation contemporaine de la courbe de Hubbert
Plus récemment, la disponibilité des moyens de calcul personnels ont permis à de nombreux spécialistes du domaine de travailler sur la le problème du pic pétrolier à l'issue de la période 1985-2000, très homogène sur un plan économique.

### Courbe d'écrémage
La courbe d'écrémage est un graphique qui met en relation le volume des réserves découvertes par rapport au nombre de forages d'exploration réalisés (ou de plates-formes de forage en opération). C'est un moyen indirect de déduire le déclin d'un gisement : lorsque celui-ci s'épuise il faut réaliser un plus grand nombre de nouveaux forages pour produire la même quantité de pétrole. La diminution du ratio réserves découvertes/nombre de forages sur une période significative indique que la probabilité de découvrir dans le futur de nouvelles réserves va en s'amenuisant. Cette courbe est généralement utilisée à l'échelle d'un gisement.

### Ratio réserves sur production
Le ratio réserves sur production (R/P) est le rapport entre le volume des réserves de pétrole et le volume de la consommation de pétrole sur un an. Il est aujourd'hui proche de 40 ans. Malgré un volume de découvertes inférieur à la production il a progressé au cours des dernières décennies et ne régresse que depuis quelques années. L'évolution de ce ratio est un des arguments utilisé par les optimistes (les réserves s'accroissent quand le besoin s'en fait sentir). Pour les pessimistes, l'évolution du ratio est faussée car le volume des réserves déclarées n'était pas jusqu'à récemment une information reposant sur les données techniques. Pour Jean Laherrère, le ratio diminue depuis les années 1980. Par ailleurs le ratio ne prend pas en compte l'augmentation régulière de la consommation.

## Acteurs du débat et leurs avis

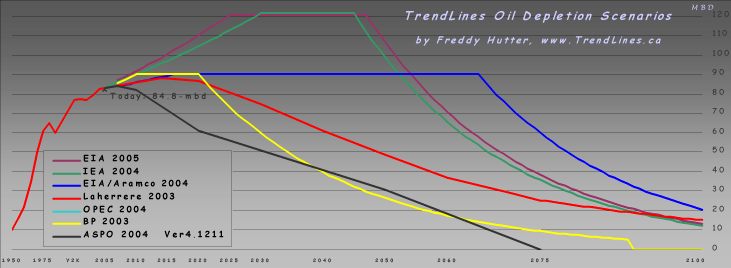
Les courbes de la production selon les différents acteurs (prévisions de 2005).

Les diverses organisations qui ont essayé de déterminer la date du pic pétrolier n'ont pas les mêmes opinions sur la date à laquelle le déclin de la production pétrolière doit s'amorcer :
- les plus optimistes (les économistes, les gouvernements des États-Unis et des pays de l'OPEP, certaines compagnies pétrolières) annoncent officiellement qu'il surviendrait vers 2020 ou à une date postérieure ;
- les experts de l'Association pour l'étude du pic pétrolier et gazier (ASPO) donnent la date de 2010, voire 2008. Cette association publie annuellement une courbe effective de la production pétrolière mondiale, et la présente lors de séminaires internationaux.

L'augmentation de la consommation de pétrole de la Chine et de l'Inde, liée à leur forte croissance économique, incite à penser que la production ne pourra pas augmenter aussi vite que la demande dans les années qui viennent.
En 2006, selon les chiffres du département de l'Énergie des États-Unis (US Department of Energy), la production mondiale de pétrole brut (et condensats) a décliné de 200 000 barils par jour comparée à celle de 2005, tandis que la production « tous liquides » (qui inclut les pétroles non conventionnels tels que l'éthanol et le pétrole issus des schistes bitumineux), restait stable. En particulier, la production saoudienne a diminué de 8 %.

### Agence internationale de l'énergie
L'Agence internationale de l'énergie (AIE) est une organisation destinée à coordonner les politiques énergétiques des pays occidentaux industrialisés. Créée en 1974 à l'initiative des États-Unis à la suite du premier choc pétrolier, elle supervise le dispositif permettant de pallier une pénurie temporaire et coordonne les politiques énergétiques de ses membres. L'AIE faisait partie des acteurs « optimistes » : jusqu'à récemment elle niait l'existence d'un pic pétrolier. Fin 2007, l'AIE a toutefois reconnu que, à l'horizon 2015, le déclin des gisements aujourd'hui en production (- 23,9 millions de barils par jour) et la croissance de la consommation de pétrole en Chine et en Inde (+ 13,6 millions de barils par jour) imposaient un rythme de croissance de la production pétrolière qui serait difficile à tenir (+ 37,5 millions de barils par jour). Compte tenu des projets en cours de développement il manquerait à cette date 12,5 millions de barils par jour pour faire face à la demande si de nouveaux gisements n'étaient pas découverts et si des mesures d'économie d'énergie n'étaient pas prises.
En 2009, l'Agence avance qu'une inadéquation entre la demande et l'offre de pétrole à partir de 2010 pourrait introduire une « crise énergétique » qui compromettrait tout espoir de sortie de « crise économique », reconnaissant par là que le problème d'une sur-consommation précéderait (ou s'ajouterait à) celui du Pic pétrolier, qu'elle avoue ne pas savoir situer précisément.
En 2010, son rapport annuel situe le pic pétrolier en 2006, confirmant que la production de pétrole n'augmenterait plus jamais, mais « pourrait » se maintenir à un niveau à peu près stable pendant encore trente ans (soit jusqu'en 2035).
En octobre-novembre 2018, la production mondiale a atteint un nouveau record et la perspective du pic pétrolier a été repoussée par l'AIE jusqu'en 2025, suivant l'hypothèse selon laquelle le boom du pétrole de schiste américain continuera à compenser le déclin du pétrole conventionnel jusqu'à cette date[réf. nécessaire].
Dans son rapport annuel 2021, l'AIE prévoit quatre scénarios selon les politiques menées par les États : dans le scénario STEPS (poursuite des politiques actuelles), la demande de pétrole ralentit jusqu'à un plateau atteint dans les années 2030, puis décline lentement ; dans le scénario APS (engagements annoncés), la demande de pétrole atteint un pic peu après 2025, puis décline plus rapidement ; dans le scénario NZE (neutralité carbone en 2050), la chute de la demande commence dès 2022.

### Association pour l'étude du pic pétrolier et gazier
L'Association pour l'étude du pic pétrolier et gazier (Association for the Study of Peak Oil and Gas, ASPO) rassemble des spécialistes du pétrole et du monde de l'énergie dont plusieurs géologues ayant occupé des postes de responsabilité dans les compagnies pétrolières internationales. L'association fondée par Colin Campbell et présidée par Kjell Aleklett a été créée pour alerter les décideurs et l'opinion publique de l'imminence du pic pétrolier. Elle préconise des mesures économiques rapides incluant la reconversion vers des énergies alternatives pour éviter un effondrement économique.
L'ASPO est le porte-parole des « pessimistes » : selon son analyse, les prévisions de production sont surévaluées pour des raisons à la fois boursières et politiques. Au début de 2008, l'ASPO prévoit un pic pétrolier vers 2010 et un pic gazier vers 2020. En particulier, Jean Laherrère, membre fondateur de l'ASPO, a étudié les réserves des 20 000 gisements de pétrole dans le monde, et prévoit un pic pétrolier mondial entre 2010 et 2020.

### Département de l'Énergie américain
Depuis la publication en 2005 d'un rapport intitulé Peaking of World Oil Production: Impacts, Mitigation, & Risk Management (« Pic de la production mondiale de pétrole : impacts, atténuation et gestion des risques », ou Rapport Hirsch), le pic pétrolier est officiellement reconnu comme un enjeu majeur par le département de l'Énergie des États-Unis (US Department of Energy, ou DoE). Ce rapport est régulièrement complété pour suivre l'évolution des travaux de recherche sur ce sujet. Connu sous le nom de « Rapport Hirsch », il affirme : « Le pic de la production mondiale de pétrole pose aux États-Unis et au monde un problème de gestion des risques sans précédent. Alors que le pic approche, les prix du pétrole et la volatilité des prix augmenteront considérablement, et, sans une atténuation appropriée, les coûts économiques, sociaux, et politiques seront sans précédent. Des solutions d'atténuation viables existent à la fois sur l'offre et la demande, mais pour qu'elles aient un impact substantiel, elles doivent être engagées plus d'une décennie avant le pic. »

#### Conclusions du rapport Hirsch
Le rapport Hirsch a abouti à ces conclusions :
- le pic pétrolier mondial va se produire. Certains prévisionnistes le prévoient dans la décennie, d'autres plus tard ;
- le pic pétrolier pourrait coûter cher aux économies, particulièrement à celle des États-Unis ;
- le pic pétrolier représente un défi unique. Les transitions précédentes étaient progressives et évolutives ; le pic pétrolier sera brutal et révolutionnaire ;
- le problème réel provient du pétrole utilisé pour le transport (véhicules à moteur, avions, trains, et navires) car il n'a pas d'alternative disponible ;
- les efforts d'atténuation demanderont beaucoup de temps et un effort intense pendant des décennies ;
- l'offre et la demande demanderont toutes deux de l'attention ; une plus grande efficience peut réduire la demande, mais il faudra produire de grandes quantités de fiouls de substitution ;
- c'est une question de gestion des risques : une atténuation précoce sera moins dommageable qu'une atténuation retardée ;
- il faudra une intervention des gouvernements, sinon les conséquences économiques et sociales seront chaotiques ;
- un bouleversement économique n'est pas inévitable : sans atténuation, le pic provoquera un bouleversement majeur, mais avec un délai suffisant, les problèmes sont solubles ;
- on a besoin de plus d'informations : une action efficace demande une meilleure compréhension de certains problèmes.

#### Trois scénarios
Le rapport liste trois scénarios possibles :
- attendre que la production mondiale de pétrole atteigne son maximum avant de déclencher un programme d'urgence laisse le monde avec une pénurie significative de pétrole pour plus de deux décennies ;
- lancer un programme d'atténuation d'urgence dix ans avant le pic pétrolier mondial aide considérablement mais provoque encore une pénurie de pétrole environ une décennie après le moment où la production aura atteint son maximum ;
- lancer un programme d'atténuation d'urgence vingt ans avant le pic semble offrir la possibilité d'éviter une pénurie mondiale pour la période de prévision.

### The Shift Project
Un rapport du think tank The Shift Project, sur commande de la Direction générale des relations internationales et de la stratégie du ministère des Armées français (DGRIS), conclut que la production pétrolière totale des principaux fournisseurs actuels de l’Union européenne risque de s’établir dans le courant de la décennie 2030 à un niveau inférieur de 10 à 20 % à celui atteint en 2019, faute de réserves suffisantes pour compenser le déclin de la production existante, y compris en prenant en compte une hypothèse haute concernant l’évolution aux États-Unis de la production de pétrole de schiste. Au cours de la décennie 2020, cette production pourrait se maintenir à un niveau relativement stable, inférieur de 4 à 10 % au niveau atteint en 2019.

### Organisation des pays exportateurs de pétrole
L'Organisation des pays exportateurs de pétrole (OPEP) a été créée en 1960 à l'initiative du Chah d'Iran et du Venezuela pour pallier la baisse du prix du baril (moins de cinq dollars américains à l'époque). Son objectif principal est de coordonner les politiques de production de ses membres en fixant des quotas, afin de maintenir le cours du pétrole. Certains pays exportateurs ne font pas partie de l'organisation : il s'agit de la Russie, la Norvège, le Mexique, le Canada et le Soudan.

### Compagnies pétrolières internationales
Les compagnies pétrolières internationales ont longtemps été l'acteur principal du marché pétrolier. À la suite de la nationalisation de la production de pétrole par les principaux pays producteurs, leur part dans la production est devenue minoritaire. Les 7 principales compagnies qui réalisaient 62 % de la production mondiale en 1971 en réalisent 15 % aujourd'hui et détiennent 3 % des réserves.

### Compagnies pétrolières nationales
La production de pétrole est aujourd'hui largement entre les mains des compagnies nationales : Aramco pour l'Arabie saoudite, Pemex pour le Mexique, etc. Elles ont généralement une position extrêmement optimiste, à l'image du PD-G d'Aramco qui estimait en 2008 que le pic pétrolier n'était pas un souci et que moins de 10 % des réserves étaient utilisées en 2007.

### Synthèse des arguments des optimistes et des pessimistes
- Si vous ne connaissez pas le sujet, laissez ce bandeau (vous pouvez alors contacter les auteurs).
- Si vous supprimez le contenu mis en cause (vous pouvez préalablement contacter les auteurs),

argumentez précisément cette suppression dans la page de discussion
(un manque de référence n'est pas un argument ; une recherche réelle de référence doit avoir été effectuée, être formellement documentée).
| Thème                             | Optimistes | Pessimistes |
| --------------------------------- | --- | --- |
| Réserves                          | Les réserves déclarées par les producteurs sont fiables | Les réserves, en particulier celles de l'OPEP, sont surestimées et ne correspondent pas aux réserves techniques. |
| Incidence des progrès techniques  | L'évolution durant ces dernières décennies du coefficient R/P (réserves de pétrole mondiales divisée par la production annuelle) prouve indirectement que l'industrie du pétrole arrive à repousser régulièrement l'échéance | Le coefficient R/P a longtemps été sous-évalué car les réserves déclarées ne correspondaient pas aux réserves techniques. Il est aujourd'hui surévalué car certains pays déclarent des réserves qu'ils n'ont pas pour des raisons à la fois politiques et financières. |
| Incidence du prix                 | L'augmentation du prix du pétrole rend rentable de nouveaux gisements ou permet des prospections plus poussées ce qui permet in fine de maintenir les réserves                                                               | Les gisements qui deviennent accessibles grâce à l'élévation du prix du baril sont de plus en plus petits et les réserves découvertes tendent à devenir marginales. |
| Part du pétrole non conventionnel | Le pétrole non conventionnel va prendre progressivement le relais du pétrole conventionnel | Le pétrole non conventionnel ne représentera toujours qu'une faible fraction de la consommation actuelle : il nécessite d'énormes investissements, son EROEI est souvent très faible, pour différentes raisons malgré la grande taille des réserves, la production de ce type de pétrole plafonnera. La plupart des filières de pétrole non conventionnel sont très polluantes (importantes émissions de CO2, consommation d'eau, émission de mutagènes et de cancérigènes) et entrent en conflit avec les objectifs de réduction de l'émission de gaz à effet de serre. |
| Schistes bitumineux               | La planète comporte d'énormes réserves de schistes bitumineux qui une fois les techniques mises au point permettront de produire des quantités significatives de pétrole                                                     | Les expériences pilotes n'ont jusqu'à présent pas abouti. L'EROEI est mauvais et la pollution très importante. De plus, le débit produit est très faible. |
| Hydrate de méthane                | La planète comporte d'énormes réserves d'hydrates de méthane qui une fois les techniques mises au point permettront de produire des quantités significatives de pétrole                                                      | L'hydrate de méthane est trop dispersé pour permettre une utilisation viable. Sa collecte pourrait conduire à une catastrophe climatique en libérant de grandes quantités de méthane dans l'atmosphère. |
| Découvertes                       | L'Arctique et l'offshore profond n'ont été explorés que de manière superficielle et recèlent des réserves significatives | Les réserves potentielles sont à peu près connues et ne représenteront qu'un apport marginal. Le développement de ces gisements nécessite des investissements gigantesques et sont pour l'Arctique au-delà de nos capacités techniques actuelles. Le pétrole produit sera très cher. |
| Taux de récupération              | Les techniques vont progresser et permettre la récupération d'un taux croissant de pétrole dans les gisements (aujourd'hui 35 %). Ce coefficient a d'ailleurs fortement progressé par le passé                               | La progression du taux de récupération au cours des dernières décennies est contestable (il s'agit plutôt d'une convergence entre réserves officielles et réserves techniques). Le taux de récupération est essentiellement dépendant de la géologie et les progrès techniques n'ont que peu d'incidence. Le taux de récupération technique n'augmente quasiment plus : on a déjà atteint la limite de ce qu'on peut faire. |

### Pic ou plateau?
Le 11 février 2006, Kenneth Deffeyes, professeur à l'université de Princeton et expert pétrolier ayant travaillé entre autres pour Shell, annonce que le pic pétrolier a été atteint en décembre 2005, à 1 000 milliards de barils produits depuis le début de l'ère du pétrole. Nicolas Meilhan, expert français, estime pour sa part en 2015 que le pic est atteint cette même année
Pour certains spécialistes tels Jean Laherrère), le pic pétrolier pourrait prendre la forme d'un plateau « en tôle ondulée » caractérisé par des prix chaotiques associés à des cycles de récession économiques.

« En ce qui concerne le pétrole conventionnel, nous sommes actuellement sur un plateau, qui se manifeste par une importante fluctuation des prix liée à l'incertitude de l'offre à venir face à la demande toujours croissante. »

— Kjell Aleklett, président de l'ASPO
Le Saoudien Sadad Al-Husseini, ancien responsable de l'exploration à la Saudi Aramco, estime en 2007 que la production de pétrole a atteint son maximum, et que jusqu'en 2020 environ la production restera à peu près stable. « Il s'agit donc plus d'un plateau de production que d'un pic. » Après cette date, il pronostique une baisse assez forte de la production. Il estime également que les réserves mondiales sont surestimées d'environ 300 milliards de barils (soit dix ans de production) et que les grands gisements du Moyen-Orient ont déjà livré 41 % de leurs réserves initiales (jusque mi-2007). Ces estimations sont proches de celles fournies depuis plusieurs années par l'ASPO, mais leur confirmation par une personnalité ayant exercé des fonctions dirigeantes au sein de la compagnie nationale saoudienne constitue une première.

## Conséquences sur l'économie
Aujourd'hui[Quand ?] la polémique s'est en partie déplacée sur les mesures à prendre dans le domaine économique pour préparer le futur déclin de la production du pétrole.
La prise de conscience du pic pétrolier et surtout de l'avènement global de la période décroissante de la courbe, celle de la déplétion, impose une redéfinition généralisée du mode de vie induit par un pétrole bon marché dont la production se calait constamment par rapport aux besoins.
Les plus pessimistes[Qui ?] considèrent qu'il y aura plusieurs graves crises successives qui seront les chocs géologique (prise de conscience de la finitude des réserves), économique (fin du pétrole bon marché) puis social (évolutions nécessaires pour résoudre la dépendance au pétrole), amenant une probabilité assez forte de tensions ou de conflits internationaux.